# Grand Tour (cykellopp)
Grand Tour är en benämning för landsvägscyklingens tre stora etapplopp. Dessa är följande:
- Tour de France, på svenska "Frankrike runt" eller vardagligt "Touren" (första upplaga 1903)
- Giro d'Italia, på svenska "Italien runt" eller vardagligt "Girot" (första upplaga 1909)
- Vuelta a España, på svenska "Spanien runt" eller vardagligt "Vueltan" (första upplaga 1935)

Giro d'Italia avgörs i maj, Tour de France i juli och Vuelta a España i augusti/september. Alla tre tävlingarna är etapplopp som avgörs under tre veckor (23 dagar från lördag till söndag) med två vilodagar (måndagarna nummer två och tre) inlagda. Etapperna, normalt 21 till antalet, utgörs vanligtvis av två till tre individuella tempoetapper samt arton till nitton linjeetapper. Ibland förekommer även en lagtempoetapp, nästan alltid på bekostnad av en individuell tempoetapp. Om den första etappen är en högst åtta kilometer lång tempoetapp kallas den ofta "prolog", men begreppet används stundom felaktigt. Om loppet inleds med en prolog, börjar man numreringen av etapperna med etapp 1 på dag två. Om två etapper körs samma dag, vilket inte alltför sällan förekom tidigare (sista gången i Touren 1985, i Girot 1994 och i Vueltan 1992 – det är ej längre tillåtet i Grand Tours enligt UCI:s bestämmelser), ges de samma etappnummer, men följt av bokstaven "a" eller "b".
Tour de France har högre status än de båda övriga och ger fler världsrankingpoäng (exempelvis 1300 till totalsegraren i Touren och 1100 till vinnaren av Girot eller Vueltan och 210 för en etappvinst i Touren jämfört med 180 i de båda övriga).
Grand Tour-loppen körs (sedan 2018) av 22 åttamannalag, sammanlagt 176 cyklister. Lagen utgörs av de 18 UCI WorldTeams, som måste delaga, de två högst rankade ProTeams och två "wildcardlag" som arrangören själv kan välja att bjuda in.

## Huvudtävlingen, de olika deltävlingarna och de olika tröjorna/ryggnumren
I Grand Tours liksom i andra etapplopp finns dels en huvudtävling där en totalvinnare utses, men parallellt med denna löper också ett antal deltävlingar. Hur dessa har fungerat och avgjorts har varierat under årens lopp.

### Huvudtävlingen – totalklassificeringen
Huvudtävlingen går i princip ut på att den cyklist som använt minst tid sammanlagt på de olika etapperna har vunnit tävlingen totalt, med ett betydelsefullt tillägg: Bonussekunder. Dessa bonussekunder utdelas dels till de deltagare som tillhör de första över mållinjen på varje etapp, men även till de som placerar sig främst i vissa inlagda spurter eller är bland de främsta över vissa bergspass och dras ifrån den tid som deltagaren använt.
Hur många bonussekunder som utdelats och för vad har varierat med åren. Men bonussekunder har inte använts i alla upplagor: för Tour de Frances del användes de inte alls fram till och med 1922, inte heller från 1925 till 1930 och från 2008 till 2014 och under dessa perioder (med undantag för 1905-1912, se nedan) var det bara den använda tiden totalt som gällde. De första tidbonusarna var inte några enstaka sekunder, utan etappvinnaren fick som mest (1932) fyra minuters bonus (totalvinnaren 1932, André Leducq, cyklade totalt bara tre sekunder snabbare än tvåan, Kurt Stöpel, men på grund av bonusminuterna blev skillnaden 24 minuter).
Hur mycket bonussekunder som delas ut är inte längre upp till arrangören att bestämma utan de regleras av UCI:s bestämmelser. För en linjeetapp får tio, sex respektive fyra sekunder ges till de tre främsta och för upp till tre inlagda spurter under etappen får tre, två respektive en sekund delas ut (om endast en spurt är inlagd på en etapp får dessa bonuspoäng fördubblas sedan 2023).
I Tour de France har det dock inte alltid varit använd tid som gällt - från 1905 till 1912 utsågs vinnaren på den sammanlagda placeringen i de olika etapperna - den med lägst sammanlagd platssiffra vann. Detsamma gäller de första upplagorna av Giro d'Italia från 1909 till 1913. Dessutom kördes Girot 1912 endast som en lagtävling så ingen individuell vinnare utsågs.
Den som leder tävlingen totalt kör i en ledartröja, vilket infördes i Tour de France 1919, i Giro d'Italia 1933 och i Vuelta a España sedan starten 1935. Färgen på Tourens och Girots ledartröjor har alltsedan införandet varit gul respektive rosa beroende på att den sponsrande tidningen (franska L'Auto och italienska La Gazzetta dello Sport) trycktes på papper av dessa färger. Vueltans tröjfärg har däremot varirierat: orange (1935 till 1944 - dock vit 1941), vit med ett rött band (1945-1950), gul (1955-1997 - dock orange 1977), guldfärgad (1998-2009) och (sedan 2010) röd.

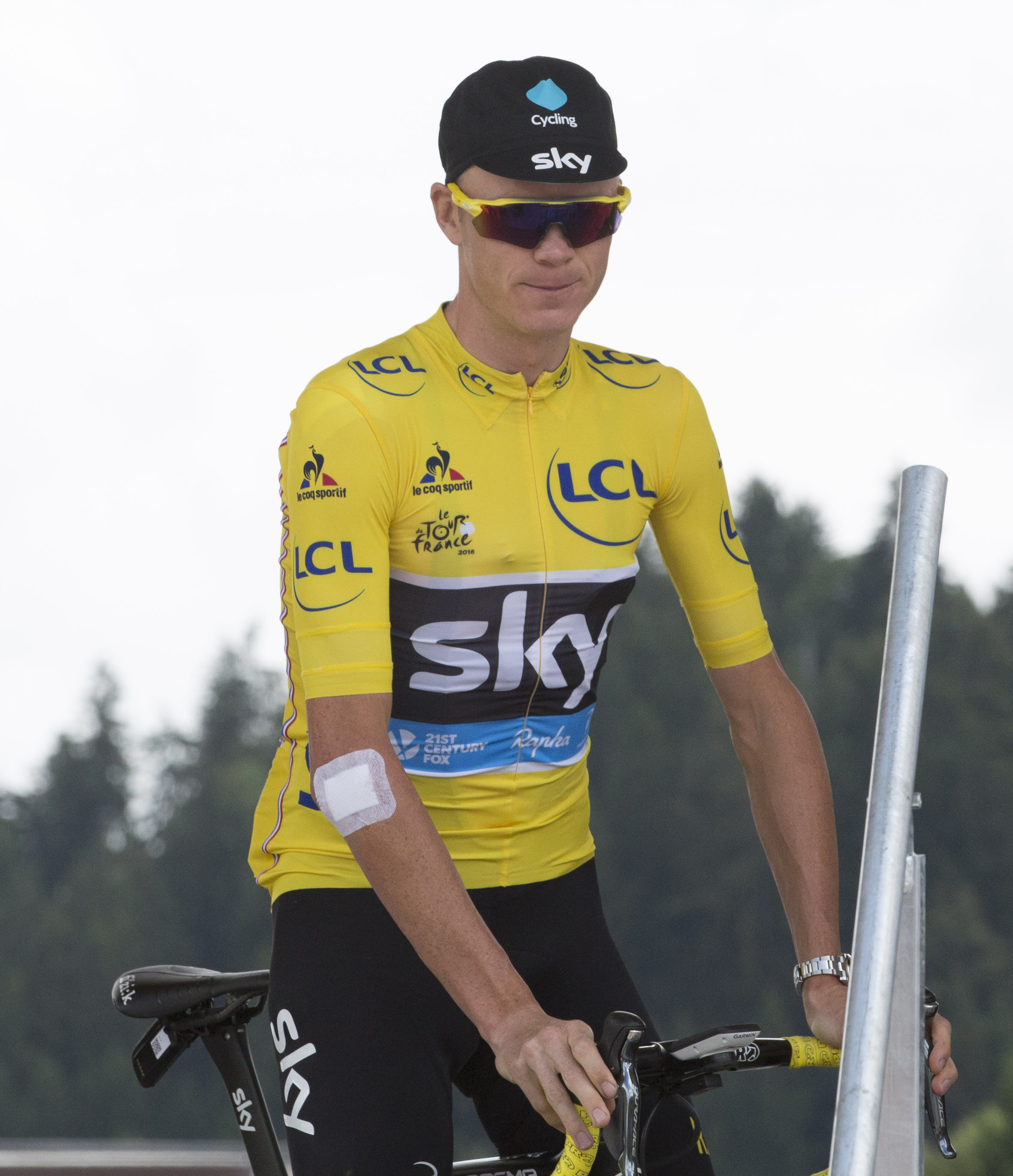
Chris Froome i Tour de Frances Maillot jaune 2016
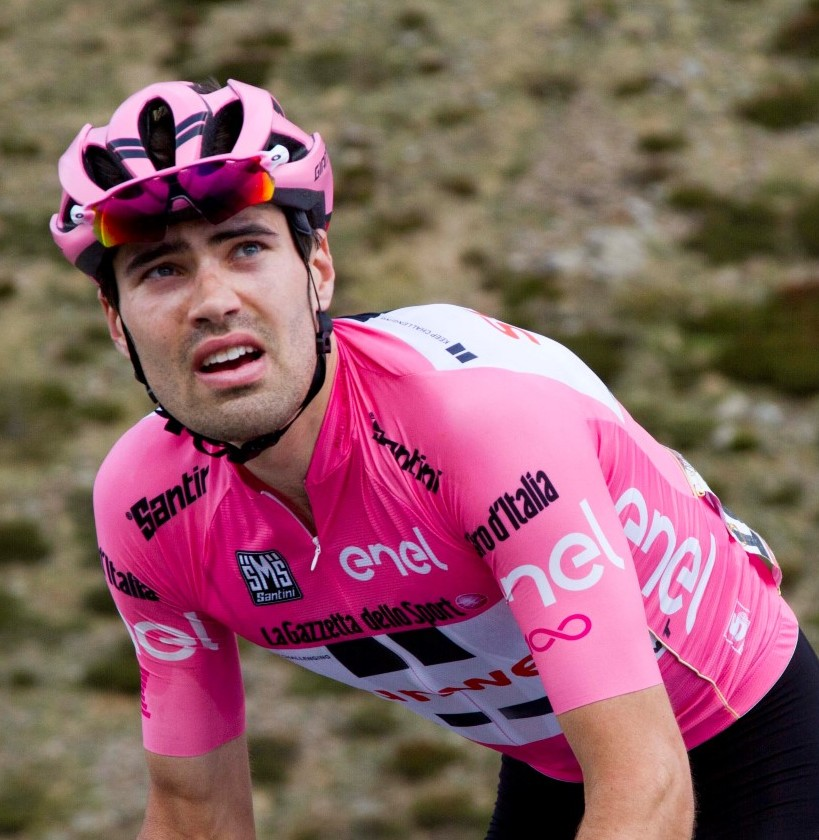
Tom Dumoulin i Giro d'Italias Maglia rosa 2017.
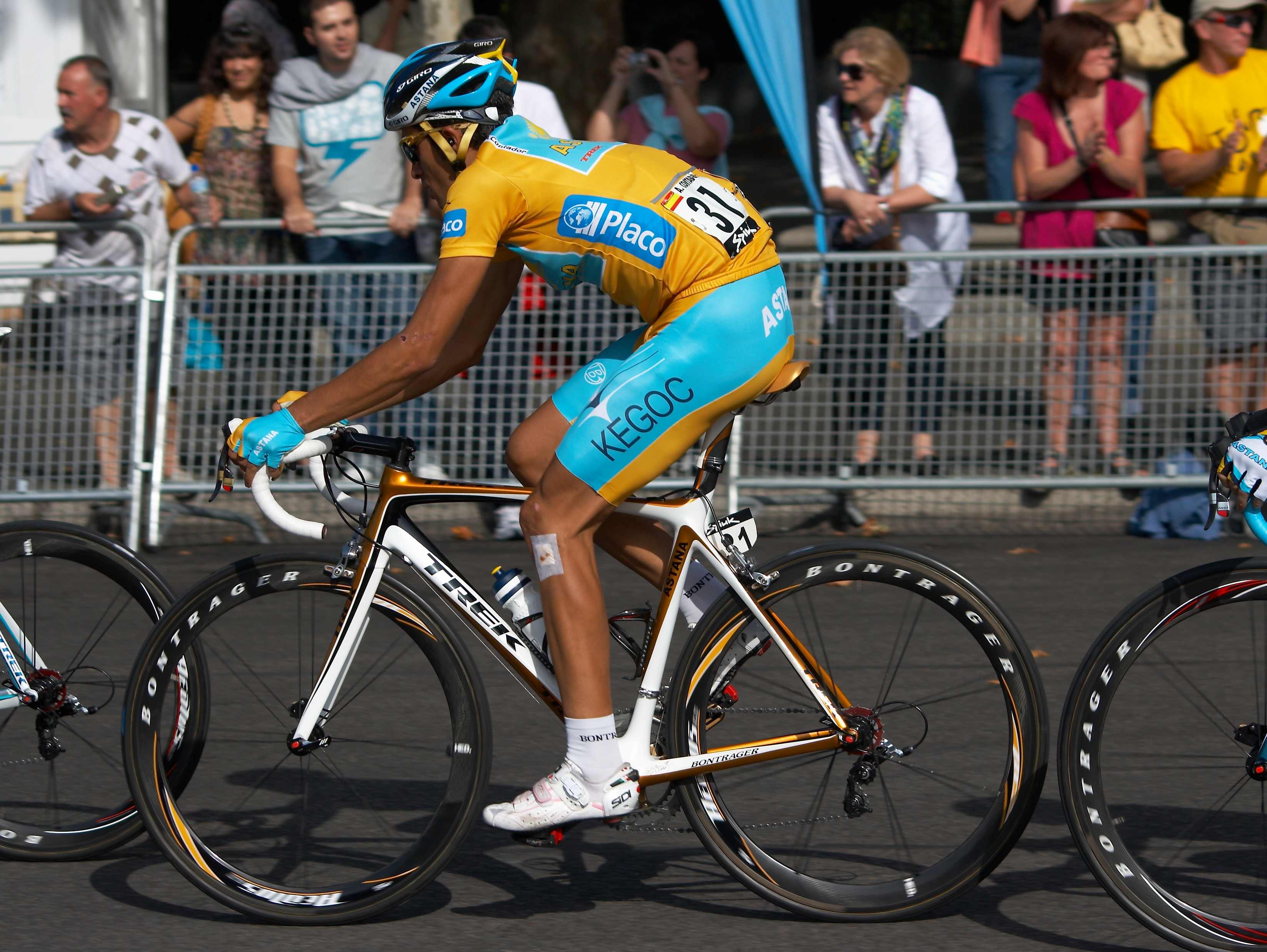
Alberto Contador i Vuelta a Españas Maillot oro 2008.
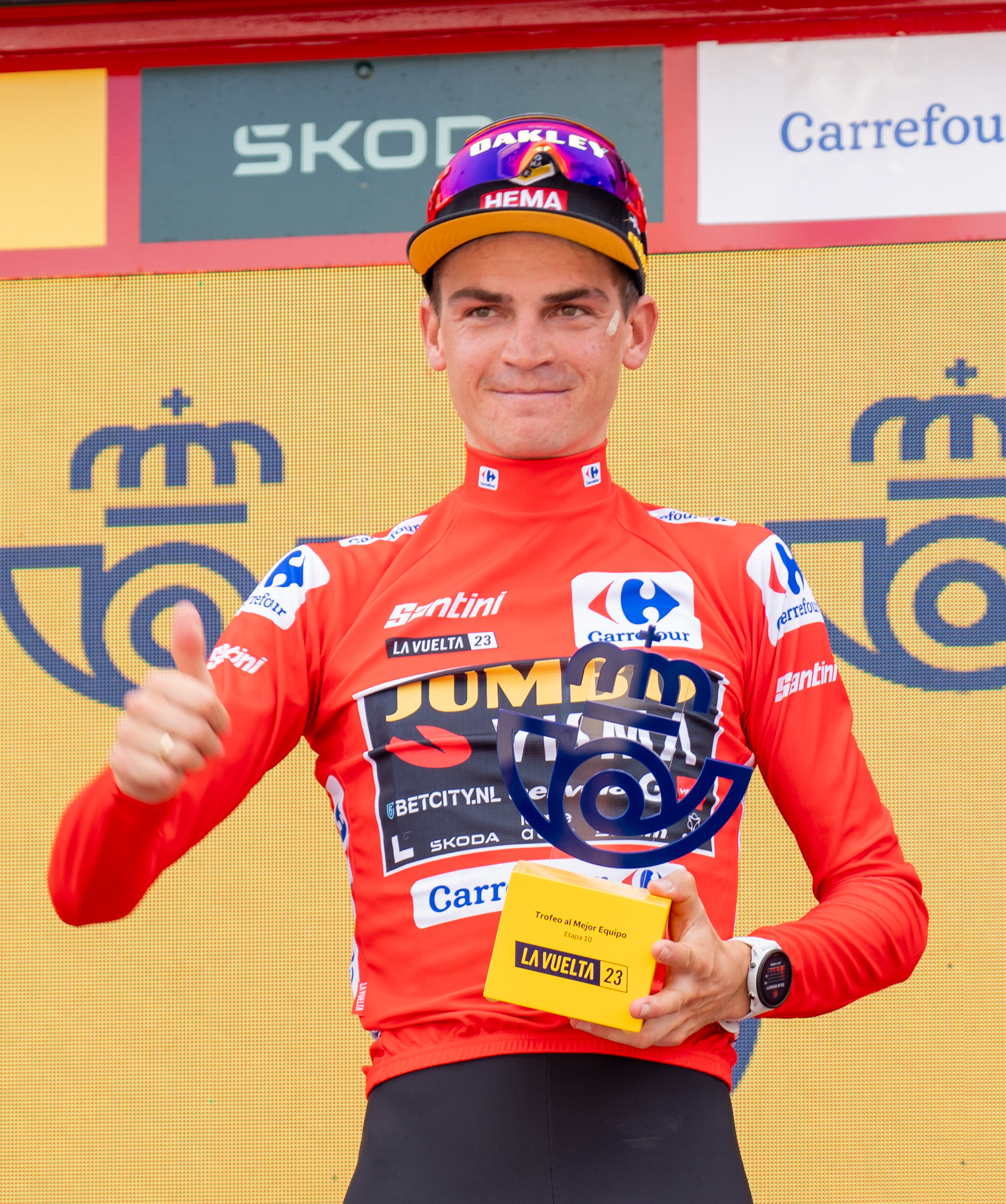
Sepp Kuss i Vueltans Maillot rojo 2023.

### Poängtävlingen
Denna "spurtpristävling" går ut på att samla poäng genom att placera sig bland de främsta på de enskilda etapperna och vara en av de första i särskilda spurter som finns inlagda på dessa. Antalet poäng som delas ut (och till hur många) varierar mellan olika Grand Tours och förändras även med tiden. Olika etapper kan dessutom ge olika mycket poäng beroende på banprofilen. Allt för att utpräglade spurtare skall ha något att kämpa om även på bergsetapperna (där de dessutom vanligtvis tappar så mycket tid att de inte har något att hämta i totalklassificeringen). 
En typ av poängtävling infördes i Vuelta a España 1945, men denna var snarare en sorts kombinationstävling än en spurtpristävling och den lades ner efter inledningsåret.
Den första poängtävlingen infördes i Tour de France 1953 och samtidigt den gröna poängtröjan. Vuelta a España införde en poängtävling i egentlig mening 1955 och 1963 infördes en grön ledartröja, från 1994 till 2008 växlade tröjans utseende  flera gånger (bland annat användes en blå tröja med gula fiskar på, maillot de peces, 2004-2006), men sedan 2009 är den återigen grön. I Giro d'Italia infördes poängtävlingen 1966, året därpå infördes en röd tröja till tävlingens ledare och tröjan blev från 1969 "cyklamenfärgad" (men den var återigen röd från 2010 till 2016).

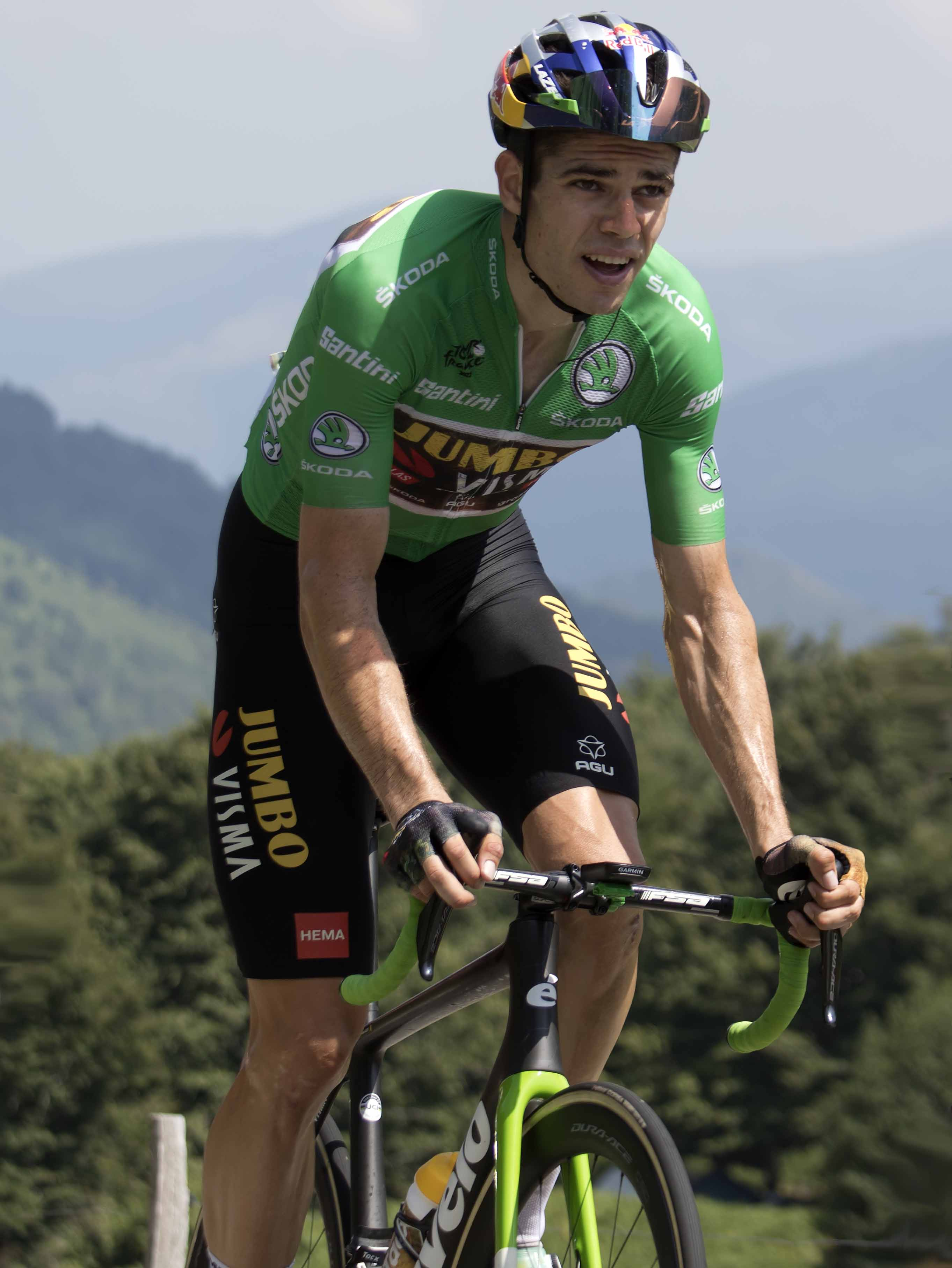
Wout van Aert i Maillot vert vid Tour de France 2022.
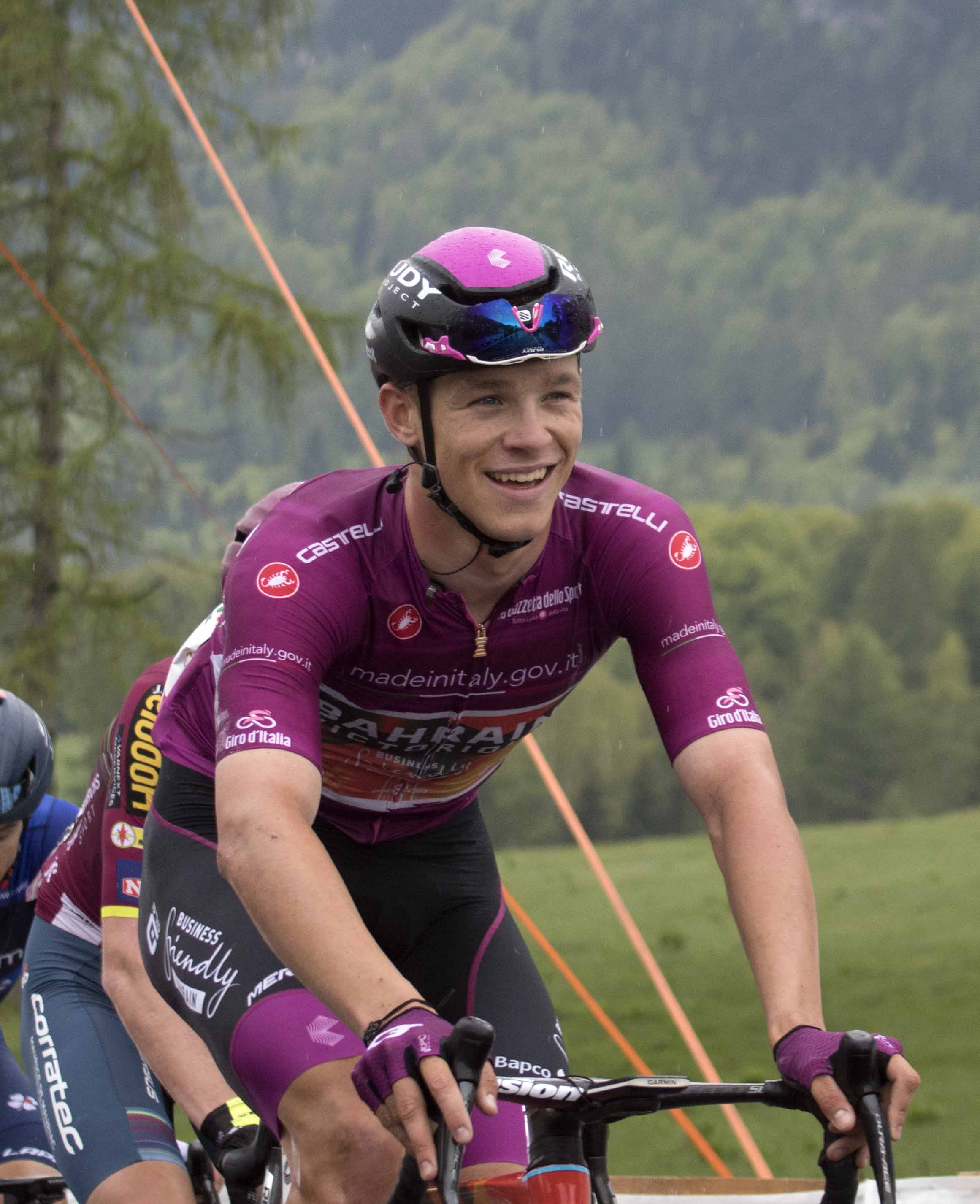
Jonathan Milan i Maglia ciclamino vid Giro d'Italia 2023.
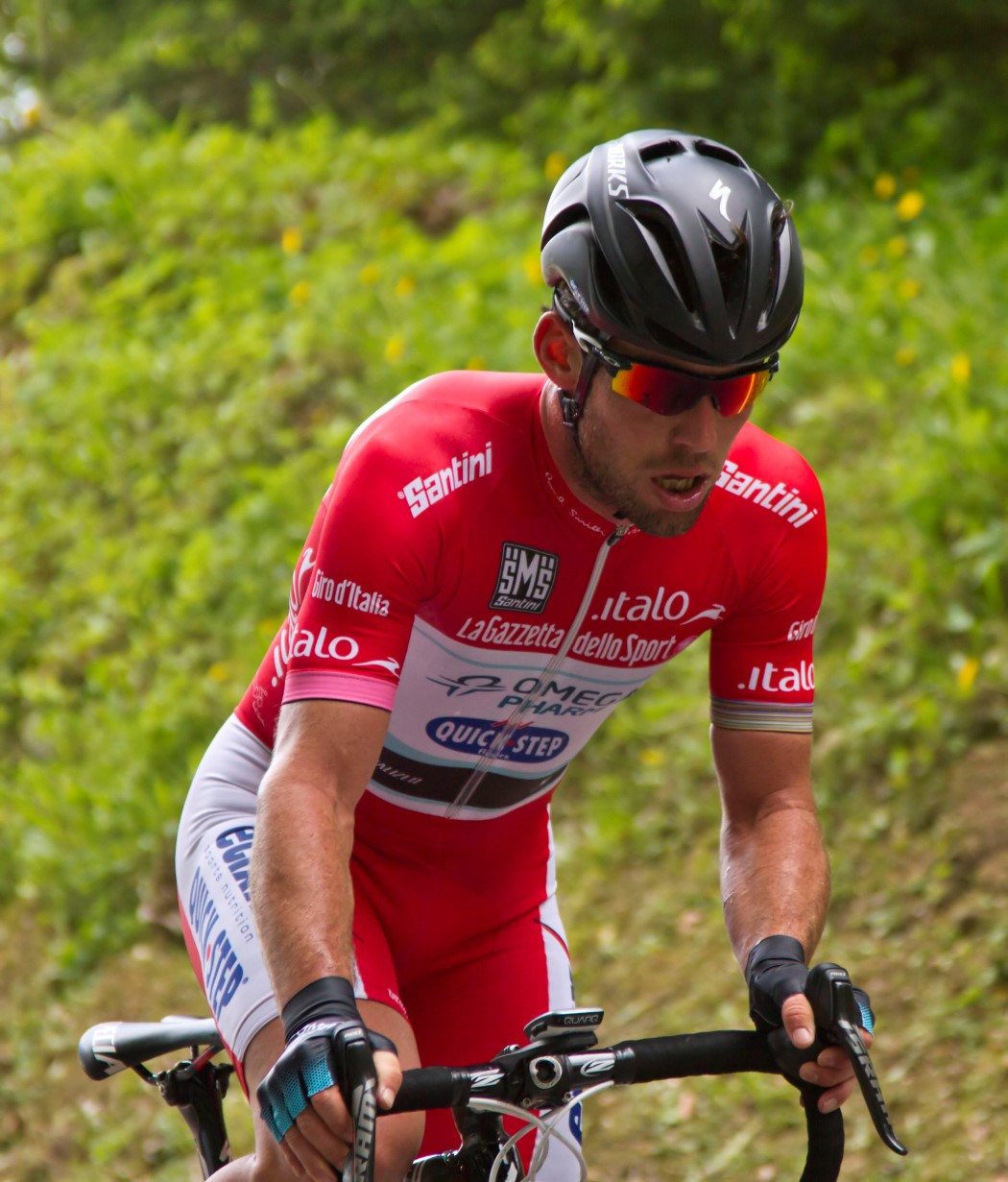
Mark Cavendish i Girots Maglia rosso 2013.
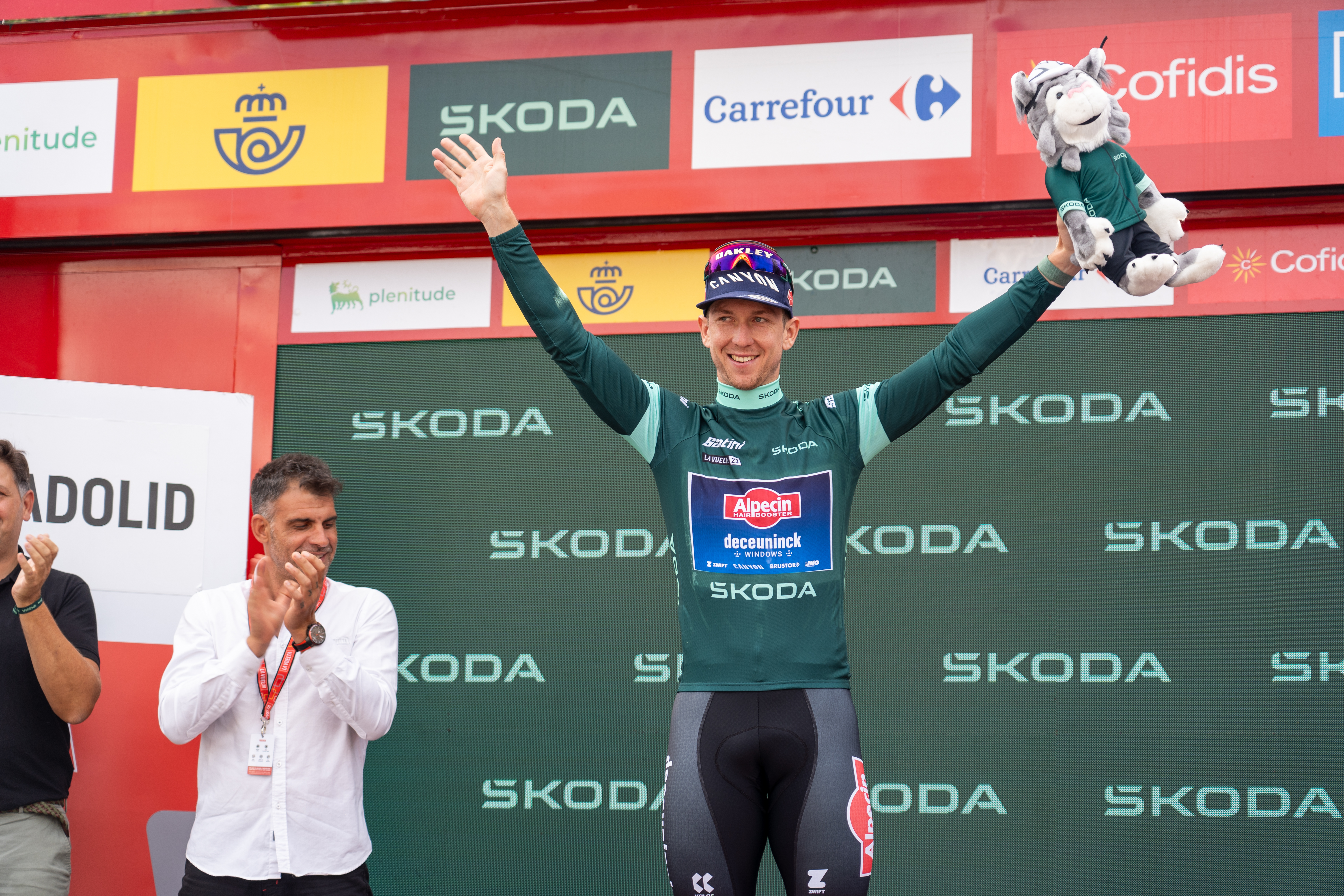
Filippo Ganna i Maillot verde vid Vuelta a España 2023.
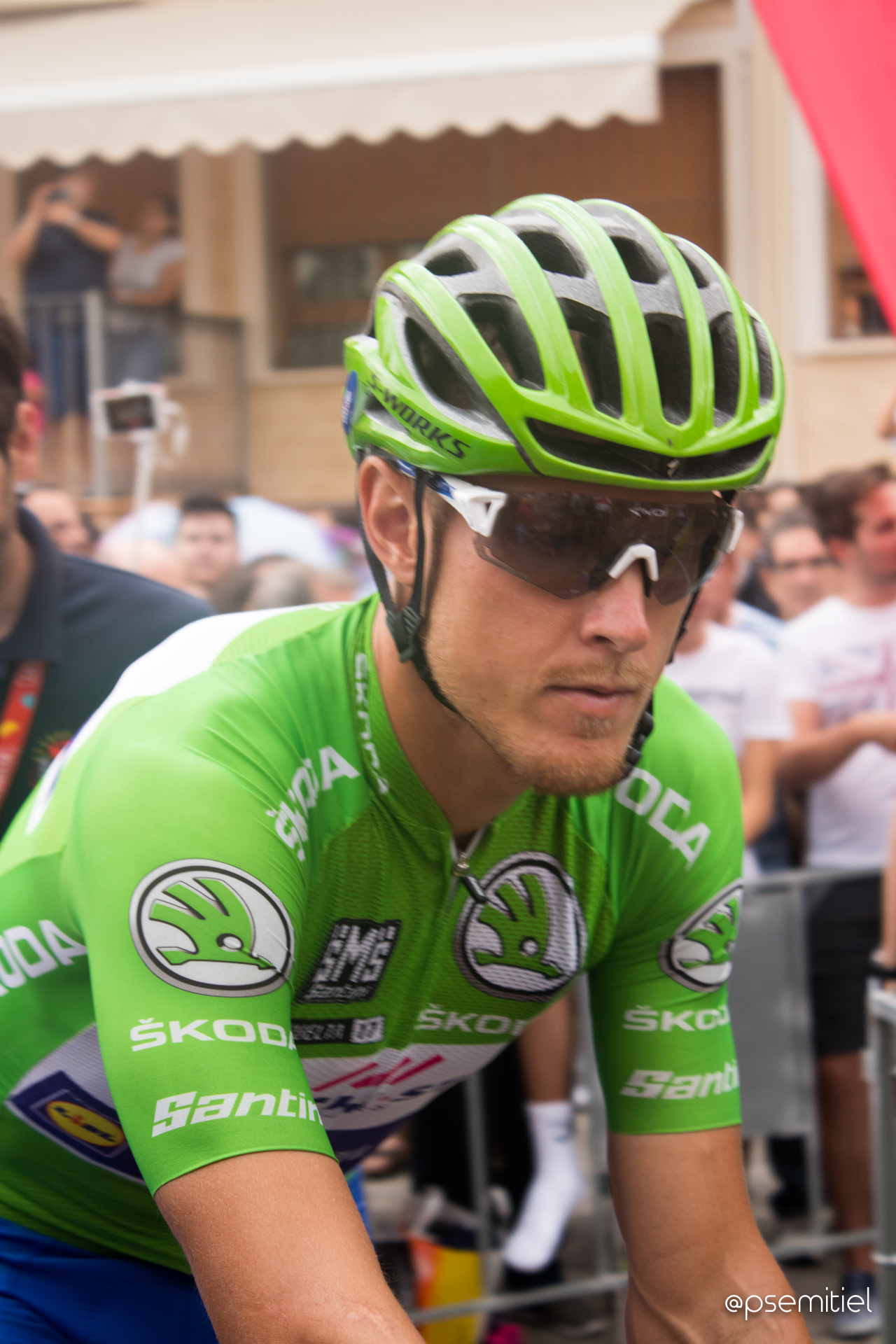
Matteo Trentin i en ljusgrönare variant vid Vueltan 2017

### Bergspristävlingen
Bergspristävlingen avser att kora loppets bäste klättrare genom att dela ut poäng till de främsta uppför de olika stigningar som ingår. Olika svåra stigningar ger olika många poäng (till olika många deltagare). Antalet kategorier (svårighetsgrader) stigningarna indelas i har ökat till fem med tiden. Extra poäng har delats ut på kategoriserade stigningar som varit etappmål - så gav avslutande stigningar dubbel poäng under Tour de France från 2004 till 2021. I Giro d'Italia delas extra poäng ut för loppets högsta punkt, Cima Coppi och detsamma gäller i Vuelta a España för Cima Alberto Fernández.
Sedan 1905 utsåg Tour de France-arrangören, tidningen L'Auto, loppets bäste klättrare, meilleur grimpeur, men 1933 ersattes detta "hederspris" med ett poängsystem. 1948 infördes den första kategoriseringen genom att en andrakategori tillkom - vilket senare har utökats till fem. 1975 infördes en vit ledartröja med röda prickar till ledaren av bergspristävlingen i Touren. I Giro d'Italia infördes en bergspristävling samma år som i Touren, 1933, och 1973 infördes en grön ledartröja, vilken byttes till en blå 2012. I Vuelta a España infördes bergspristävlingen 1935 och sedan dess var tröjan grön fram till 1985, varefter den bytte färg flera gånger (orange 1986, röd 1987, vit med bruna kaffebönor 1988-1989, grön 1990-2005, orange 2006-2008, mörkröd 2009) innan den 2010 blev vit med blå "prickar".

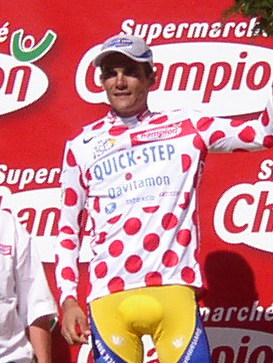
Richard Virenque i Maillot à pois under Tour de France 2003.
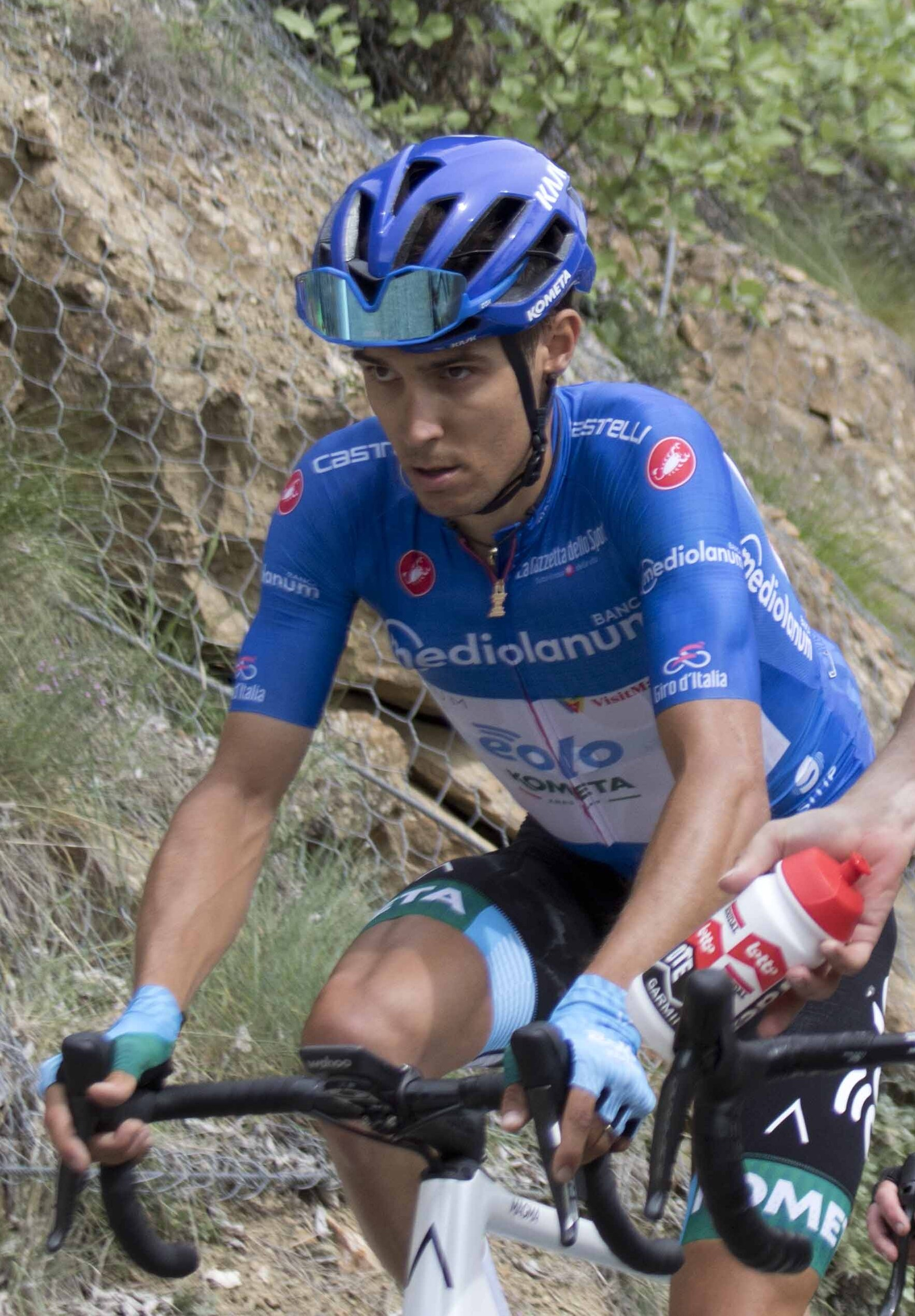
Julián Arredondo i Maglia azzurra under Giro d'Italia 2014.
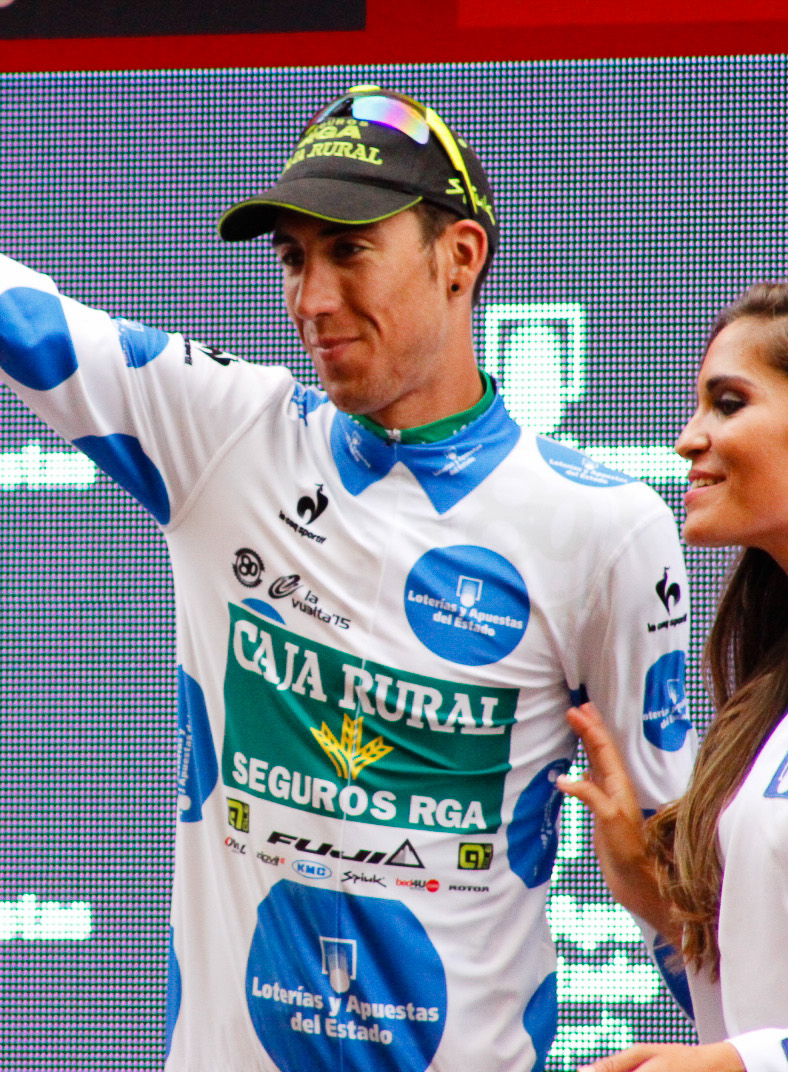
Omar Fraile i Maillot de puntos azules vid Vuelta a España 2015.

### Ungdomstävlingen
Denna deltävling utgår från ställningen i totalklassificeringen för de deltagare som uppfyller kriterierna för att räknas som "ungdomar". 1975 infördes en ungdomstävling i Tour de France som ersatte kombinationstävlingen och kombinationstävlingens vita tröja överfördes till ungdomstävlingen. Deltagare i denna fick fram till och med 1982 ha varit professionella i högst tre år, från 1984 till 1986 endast för förstaårsdeltagare och från 1987 var alla som fyllde högst 26 år under året med i deltävlingen. Ingen ungdomstävling hölls från 1989 till 1999, men år 2000 infördes den med samma regler som tidigare. I Giro d'Italia infördes en ungdomstävling 1976 som hade olika regler tills den lades ner efter 1994. Den återinfördes 2007. Liksom i Touren är ungdomströjan vit. I Vuelta a España infördes inte ungdomstävlingen förrän 2017. De två första åren bar ledaren röda ryggnummer, men sedan 2019 bär ledaren en vit tröja i alla tre Grand Tours.

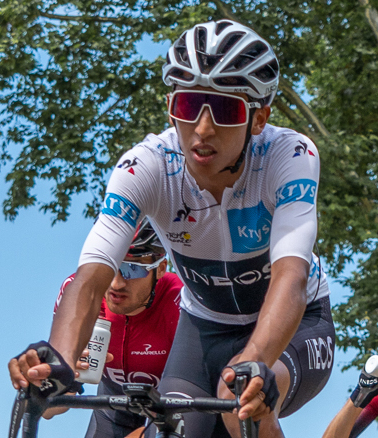
Alejandro Valverde i Maillot blanc vid Tour de France 2019.
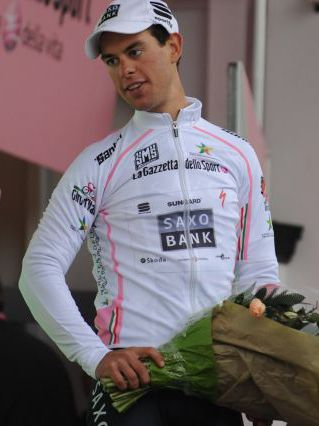
Richie Porte i Maglia bianca vid Giro d'Italia 2010.
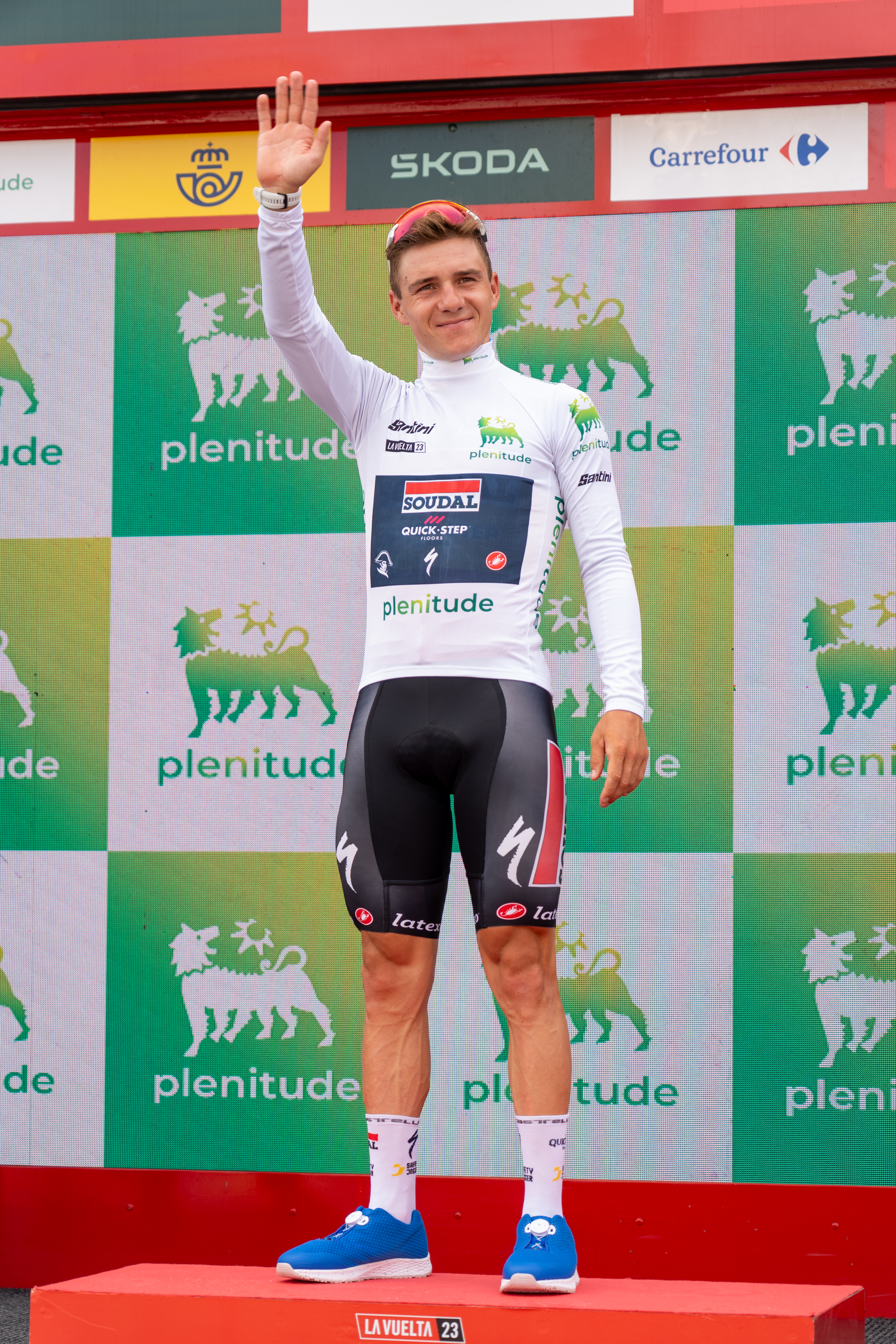
Remco Evenepoel i Maillot blanco vid Vuelta a España 2023.

### Lagtävlingen
Parallellt med de individuella tävlingarna finns också en tävling för de deltagande lagen som, variationer har funnits, baserar sig på summan av tiderna för de tre främsta (oavsett vem det är) i respektive lag på varje etapp och det lag som har lägst summa av de olika etappernas delsummor vinner.
I Giro d'Italia och Vuelta a España har en lagtävling ingått sedan starten, det vill säga 1909 respektive 1935, medan en lagtävling infördes ganska sent efter den första upplagan av Tour de France, först 1930, beroende på att Touren inte tillät lagkörsel (eller ens samarbete mellan deltagare) inledningsvis (från 1930 till 1961 och från 1967 till 1968 kördes touren med nationslag i stället för sponsrade stall). I Touren bär deltagarna av det ledande laget (sedan 2006) ryggnummer med svarta siffror mot en gul bakgrund, medan siffrorna är vita mot en röd bakgrund i Vueltan (nummerlapparna i lagtävlingen har således samma färg som ledartröjan i totalklassificieringen). Mellan 1952 och 1990 bar det ledande laget gula kepsar i Touren (sedan blev hjälmar obligatoriska) och från 2012 får (inget tvång) det ledande laget ha gula hjälmar.

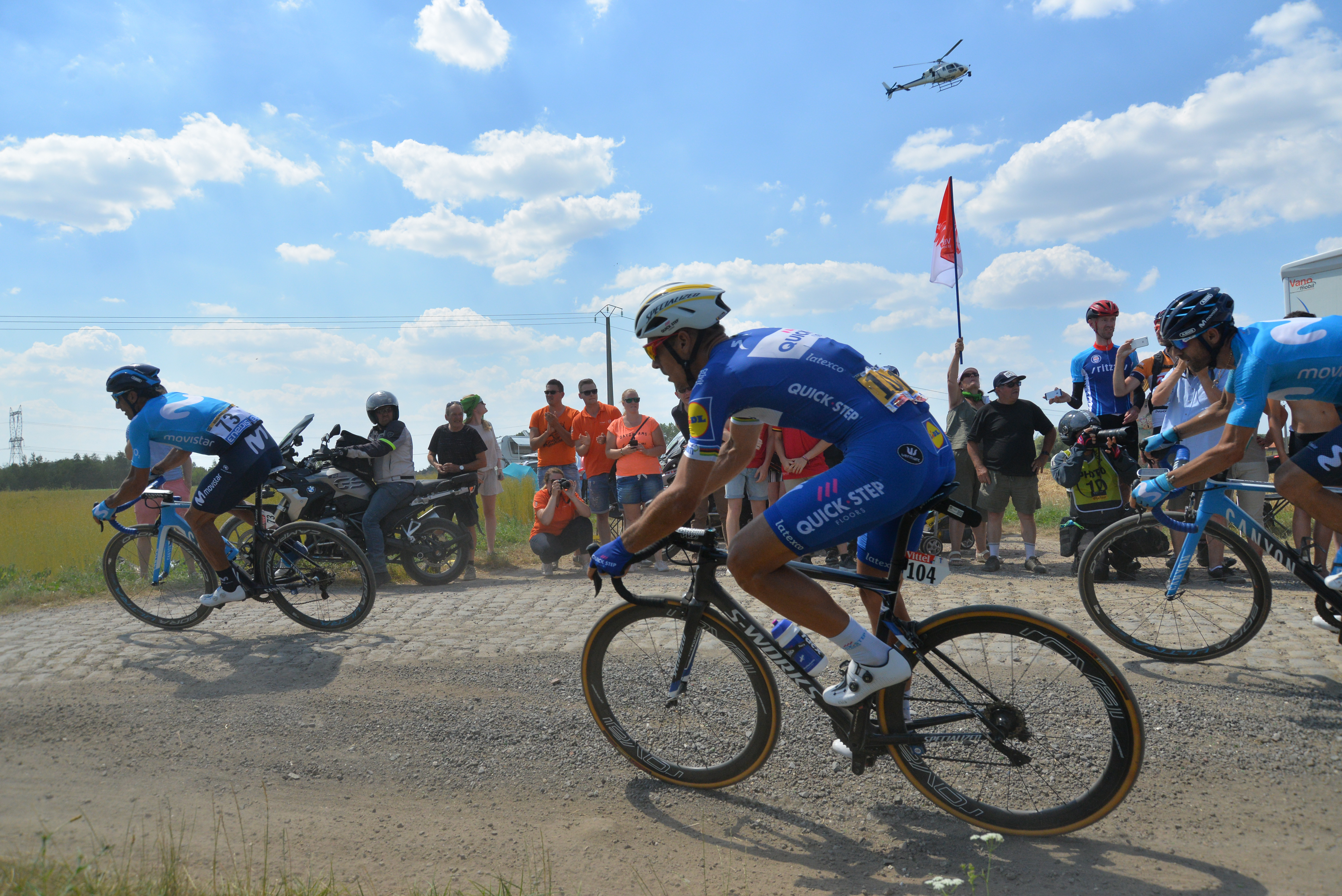
Philippe Gilberts gula ryggnummerlapp visar att Quick-Step Floors ledde lagtävlingen inför etapp 9 av Tour de France 2018.
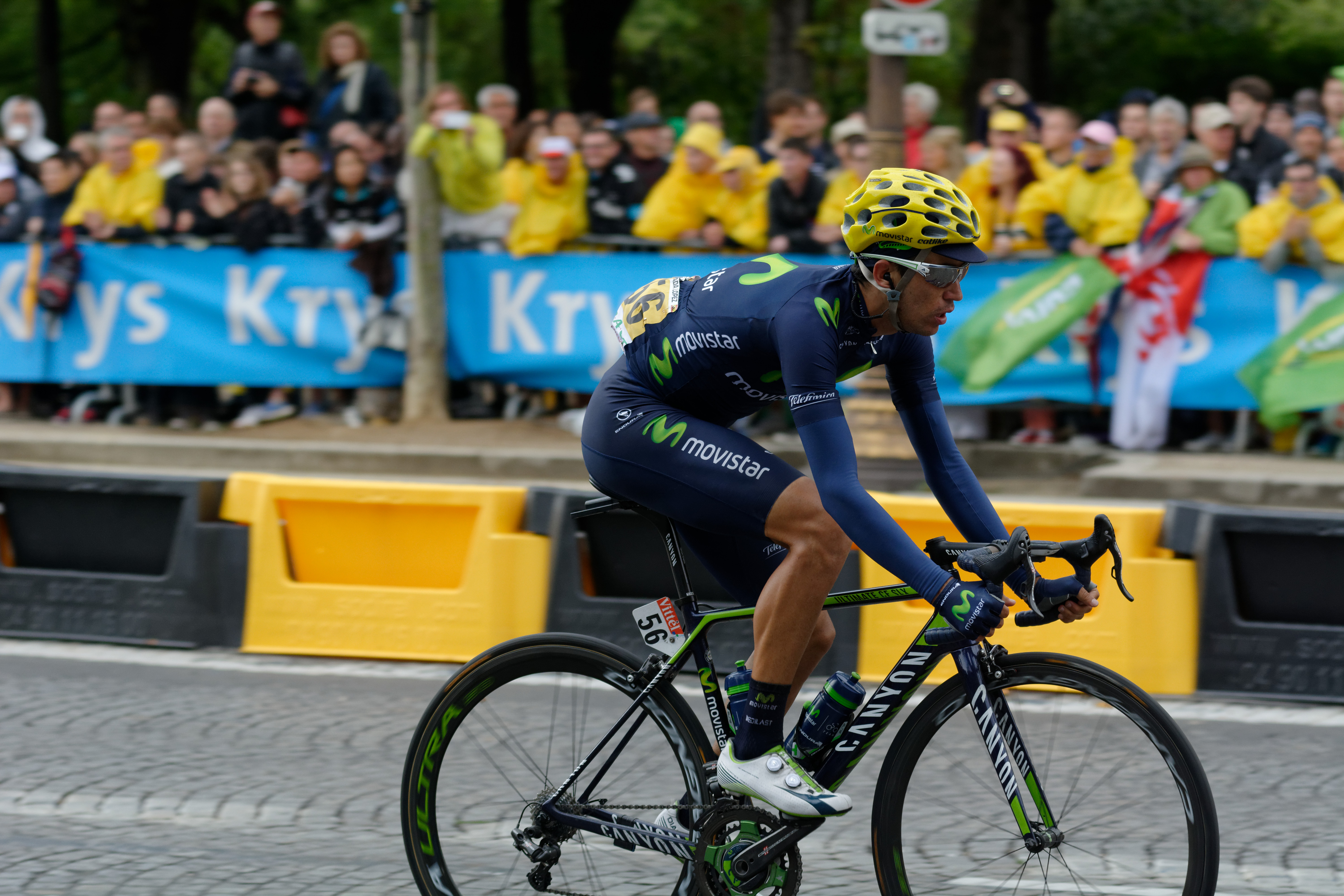
De gula nummerlapparna har kompletterats med en gul hjälm som visar att Movistar Team ledde (och även vann) lagtävlingen i Tour de France 2015. Här José Herrada.

### "Kombativitetstävlingen"

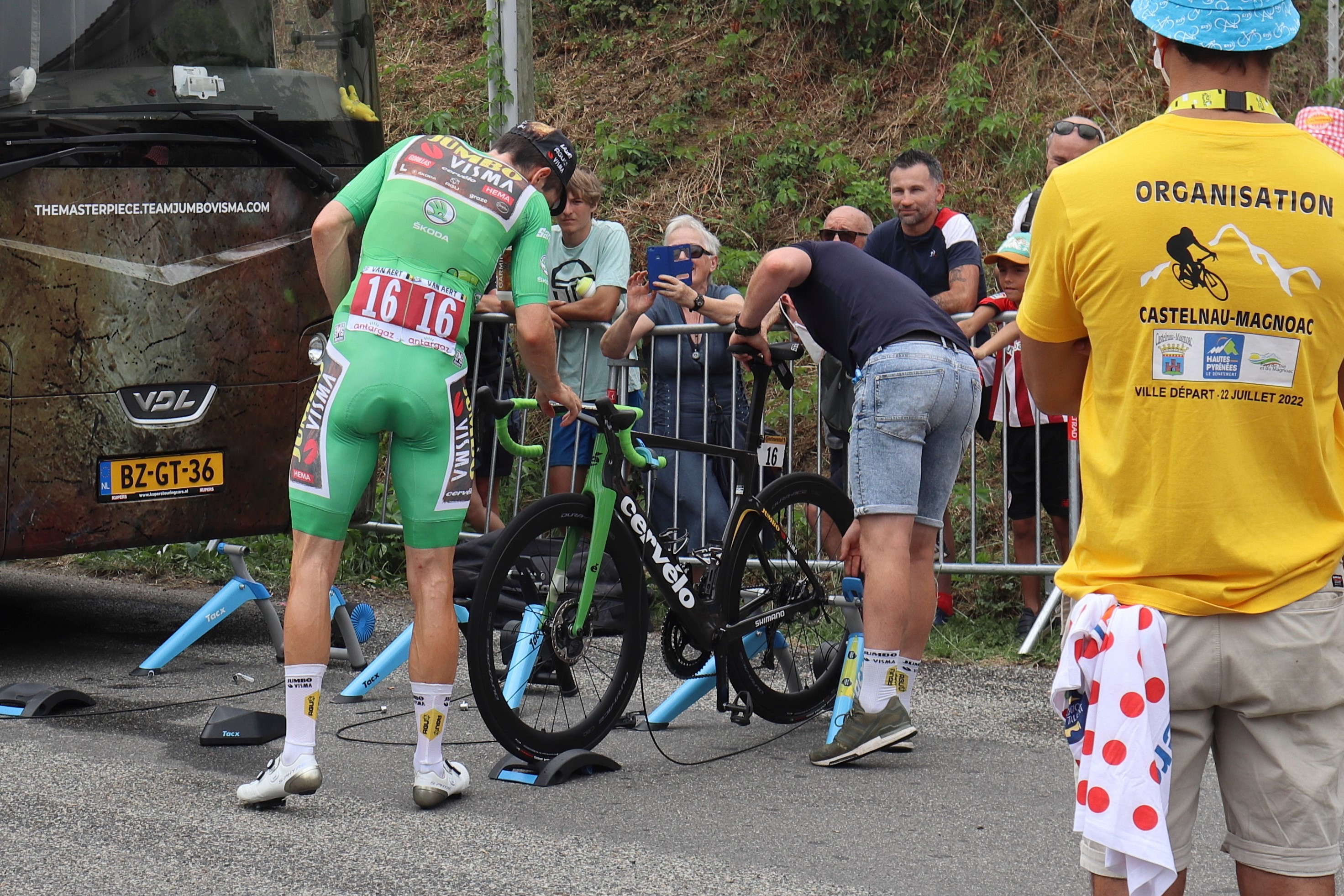
Wout van Aert vid etapp 19 av Tour de France 2022. De röda nummerlapparna visar att han utsågs till den mest angreppsvillige cyklisten på etapp 18.

Prix de la combativité på franska eller Premio de la combatividad på spanska är en deltävling där den deltagare som visat störst kämpaglöd eller angreppsvilja under en etapp utses - i Tour de France av en jury och i Vuelta a España av TV-tittarna. Denne cyklist kör under nästa etapp med ryggnummer som  är guldfärgade med svarta siffror (i Touren sedan 2023, dessförinnan röda med vita siffor). Under sista etappen utses en totalvinnare för hela tävlingen (Le Prix de Super Combatif i Touren). Utmärkelsen har funnits i Touren sedan 1956.
I Giro d'Italia finns sedan 2022 ett Dorsale Rosso del Combattivo-pris som fungerar liknande och som avgörs med en omröstning bland "åskådare och fans" via Girots webbplats. Även i Girot utses en slutsegrare för hela loppet, Super Combattivo. Tidigare var Girots "kombativitetstävling" snarare en form av kombinationstävling (se avsnittet Nerlagda deltävlingar nedan) med poäng för placeringar i etapperna, de inlagda spurterna och bergsprisen, (vinnaren av en etapp fick sex poäng, av en spurt fem poäng, och i bergen fick vinnaren från en till fyra poäng beroende på stigningens kategori - tvåan fick en poäng mindre än vinnaren, trean en poäng mindre än tvåan, och så vidare ner till noll).

### Övriga deltävlingar
I Giro d'Italia finns ytterligare deltävlingar:
Två olika spurtpriser till, utöver poängtävlingen, för att få mer att hända under etapperna och för att stimulera till utbrytningar: En tävling som bara består av poäng från de inlagda spurterna under etapperna och som inte innefattar poäng från målgången och en Intergirotävling (Classifica intergiro) som bara räknar poäng från en av dessa spurter (som ligger ungefär halvvägs under etappen). Intergirotävlingen  startade 1989 och ledaren körde i en blå tröja) fram till 2005 då den lades ner (den blå tröjan övergick till bergspristävlingen). Tävlingen återupplivades 2024.
Därtill finns även Fuga Pinarello, instiftat 2002 till minne av Cesare Pinarello, till den som varit längst i utbrytningar (som omfattat högst tio deltagare och som hållit i minst fem kilometer) under Girot, ett Fair play-pris till det lag som tilldelats det lägsta antalet varningar, Trofeo Vincenzo Torriani, instiftat 1965, till den deltagare som var först över loppets högsta punkt (kallad Cima Coppi) samt Cima Pantani (Montagna Pantani), instiftat 2004, till den deltagare som varit först uppför den klättring som (utöver möjligen Cima Coppi) utsetts som loppets svåraste. Det finns även ett pris Trofeo Bonacossa, instiftat 1989, som ges till den som gjort det största intrycket under tävlingen och som utses av en jury bestående av journalister.
I tour de France finns två specialpriser:
Le souvenir Henri Desgrange utdelas sedan 1947 till den deltagare som först når krönet på Col du Galibier, samt
Le souvenir Jacques Goddet utdelas sedan 2001 till den som först når krönet på Col du Tourmalet.
Om Col du Galibier ej ingår delas Henri Desgrange-priset i stället ut till den som först når loppets högsta punkt, eller, i det fall att Col du Tourmalet ingår och är högst, den näst högsta (2010 ingick inte Galibier men Tourmalet passerades två gånger och båda priserna delades ut, ett pris vardera gången).

### Nerlagda deltävlingar

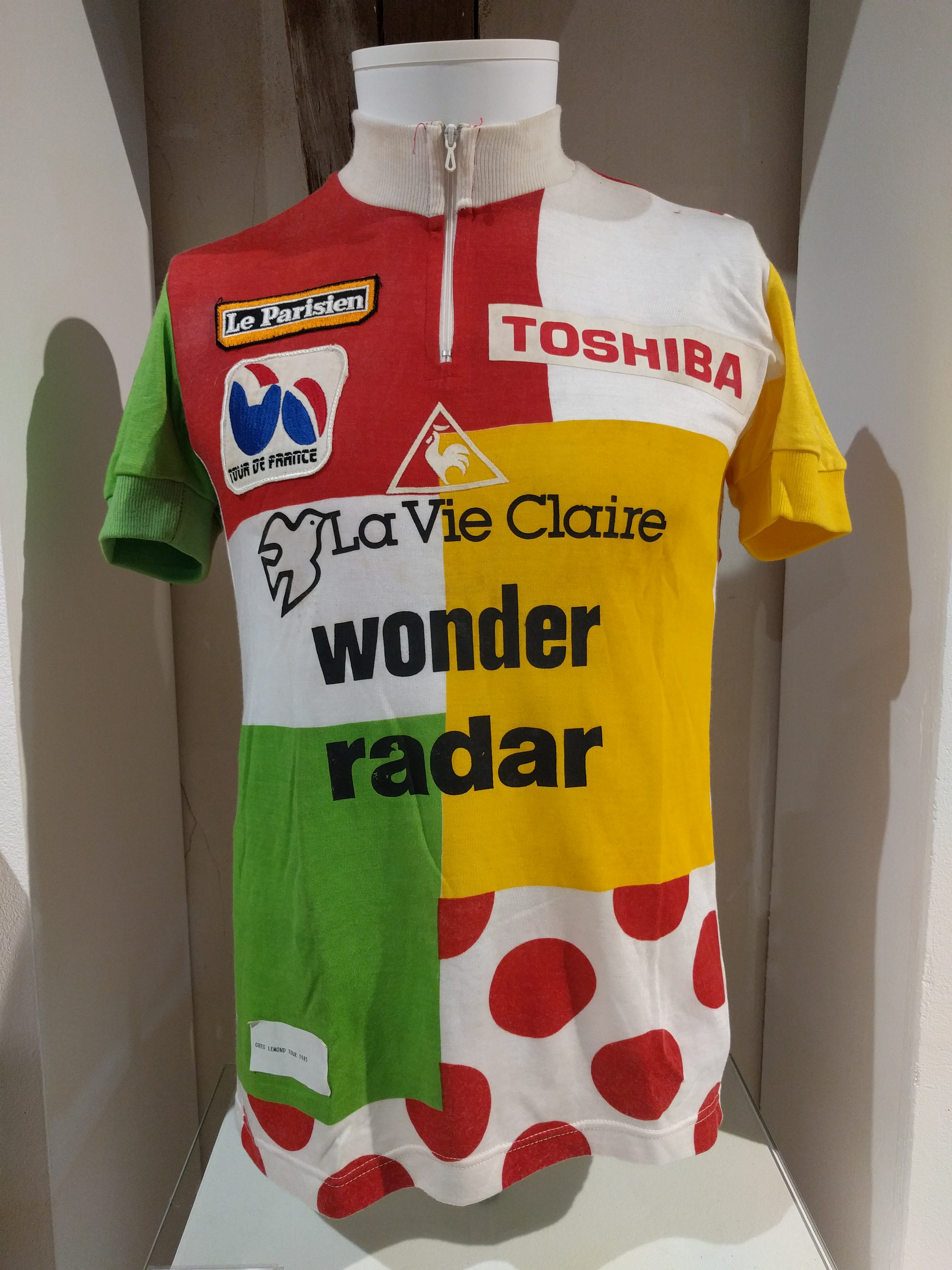
Greg LeMonds kombinationströja i Tour de France från 1985.

Kombinationstävling: Detta var en tävling som byggde på deltagarnas slutplaceringar i totalklassificeringen, bergspristävlingen och poängtävlingen. Den förekom i Tour de France från 1968 till 1989 (den som för tillfället var i ledningen bar en vit tröja till 1975 och därefter en tröja som var ett "kollage" av tröjorna för de ingående delarna - det vill säga delvis gul, delvis grön och delvis vit med röda prickar - även delvis röd och delvis vit). I Vuelta a España hölls den från 1970 till 2018 och ledaren bar en vit tröja (som överfördes till ungdomstävligen året efter)
"Mellansprinttävling": Detta var en tävlingsform som byggde på poäng som man fick i en spurt inlagd ungefär havvägs på varje etapp. Den ingick i Tour de France (Classement des sprints intermédiaires, röd tröja) från 1984 till 1989. I Giro d'Italia ingick en sådan tävling från 1989 till 2005 - denna tävling, "Intergirotävlingen", återupplivades 2024.
Poängtävling för lag: I Touren fanns även en poängtävling för de deltagande lagen från 1973 till 1989. Det ledande lagets medlemmar körde i gröna kepsar (detta var före de obligatoriska cykelhjälmarnas tid). I Girot fanns en liknande tävling Trofeo Super Team från 1993 till 2017 (de 20 främsta cyklisterna på varje etapp fick poäng vilka samlades ihop till en totalpoäng för laget).
Oberoende cyklister: I Girot fanns en separat klass för cyklister som inte tillhörde något lag, La classifica isolati, från 1909 till 1946 och från 1933 bar ledaren en vit tröja.

### Tillfälliga priser
I tävlingarna förekommer då och då speciella tillfälliga priser, som exempelvis 2003 då Touren firade 100-årsjubileum fanns ett Classement centenaire som byggde på den sammanlagda placeringssiffran i de sex målorter som även förekom i förstaupplagan 1903 (Lyon, Marseille, Toulouse, Bordeaux, Nantes och Paris) och ett Prix Bernard Hinault till den som var först upp på en viss stigning i ett bergstempo 2016 (på vilken Hinault säkrade sin världsmästartitel 1980). Se även Maglia nera (och Numero nero) nedan. Ett särskilt extrapris kan möjligen för dess kuriositets skull vara värt att nämna: Gustave Garrigou tilldelades ett speciellt pris, Le Prix Burton, på 100 francs 1910 då han tog sig upp till Col du Tourmalet utan att kliva av cykeln (han blev tvåa upp över krönet efter Octave Lapize)

### Maglia nera och Lanterne rouge

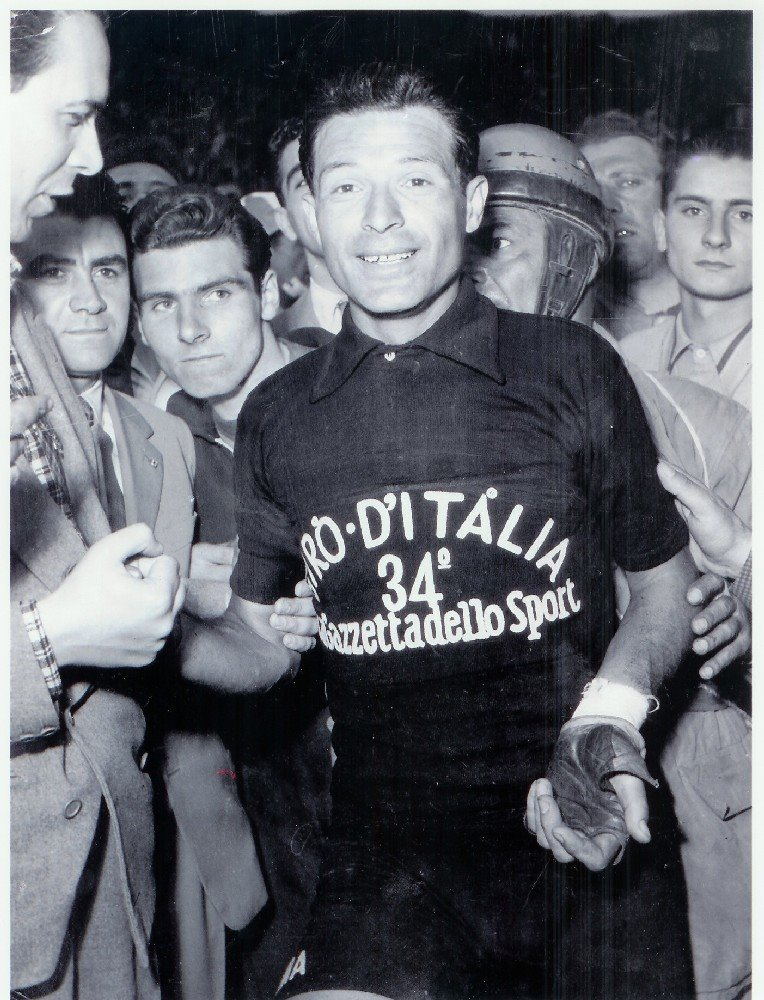
Giovanni Pinarello (senare grundare av cykelmärket Pinarello som använts av flera Grand Tour-vinnare) i Maglia nera 1951. Den siste att bli sist.

Den svarta tröjan var ett symboliskt pris som gavs till den deltagare som blev sist i totalklassificeringen i Giro d'Itala men som ändå kämpade sig i mål och som delades ut från 1945 till 1951. Konceptet var dock ett misslyckande och det utveclades snart till en tävling om att komma sist utan att falla för tidsgränsen (man är tvungen att komma i mål inom en viss tid efter etappvinnaren) och därmed strykas ur loppet. Maglia nera återinfördes tillfälligt 1967 för att fira den femtionde upplagan av Girot (och "vanns" av Lucillo Lievore) och vid Girots hundraårsjubileum 2008 delades ett svart ryggnummer, Numero nero, ut till Markus Eichler som slutade jumbo.
I Tour de France kallas den som innehar loppets sistaplats för Lanterne rouge, "röda lyktan", (och har ofta fått ett pris i form av en röd fotogenlykta på podiet i Paris efter avslutat lopp) efter den röda lykta som förr hängdes på sista tågvagnen (slutsignalen) så att lokföraren kunde titta bakåt och kontrollera att han inte tappat några vagnar eller, åtminstone, markera var tåget tog slut och kanske bidra till att undvika olyckor. Liksom med Maglia nera ligger det en viss prestige i att vara loppets röda lykta och "vinnaren" blir ofta inbjuden till kriterier efter Touren (det är ju ofta en sprinter eller en inkallad hjälpryttare som är bättre på lopp som inte varar tre veckor).

### Tröjor och ryggnummer 2024
| Grand Tour      | Tröjor                | Tröjor         | Tröjor             | Tröjor           | Ryggnummer   | Ryggnummer     |
| Grand Tour      | Totalklassificeringen | Poängtävlingen | Bergspristävlingen | Ungdomstävlingen | Lagtävlingen | "Kombativitet" |
| --------------- | --------------------- | -------------- | ------------------ | ---------------- | ------------ | -------------- |
| Tour de France  |                       |                |                    |                  |              |                |
| Giro d'Italia   |                       |                |                    |                  |              |                |
| Vuelta a España |                       |                |                    |                  |              |                |

Antalet olika tröjor för deltävlingar i en Grand Tour är begränsat till fyra av UCI.
I Giro d'Italia har ledaren av intergirotävlingen en grön nummerlapp med vita siffror.

## Utvecklingshistorik

Tour de France 1913 var bokstavligen Frankrike runt (om man undantar Korsika)! Femton etapper från Paris till Paris (och den efterföljande etappen startade där den förra slutade). Sammanlagt mätte loppet 5 388 km på grusväg och gatsten (om ens det) och den längsta etappen var den fjärde, från Brest till La Rochelle, som var 470 km lång. Etappvinnaren tog 16 timmar, 10 minuter och 16 sekunder på sig - de som kom sist i mål var ute i över ett dygn (och 23 deltagare, av de 84 som startade från Brest, utgick). Av de 140 som startade i Paris kom endast 25 tillbaka till mål fyra veckor senare (man körde en etapp varannan dag) och den som kom 25:a var nästan 77 timmar efter segraren som "bara" använt 197 timmar och 54 minuter.

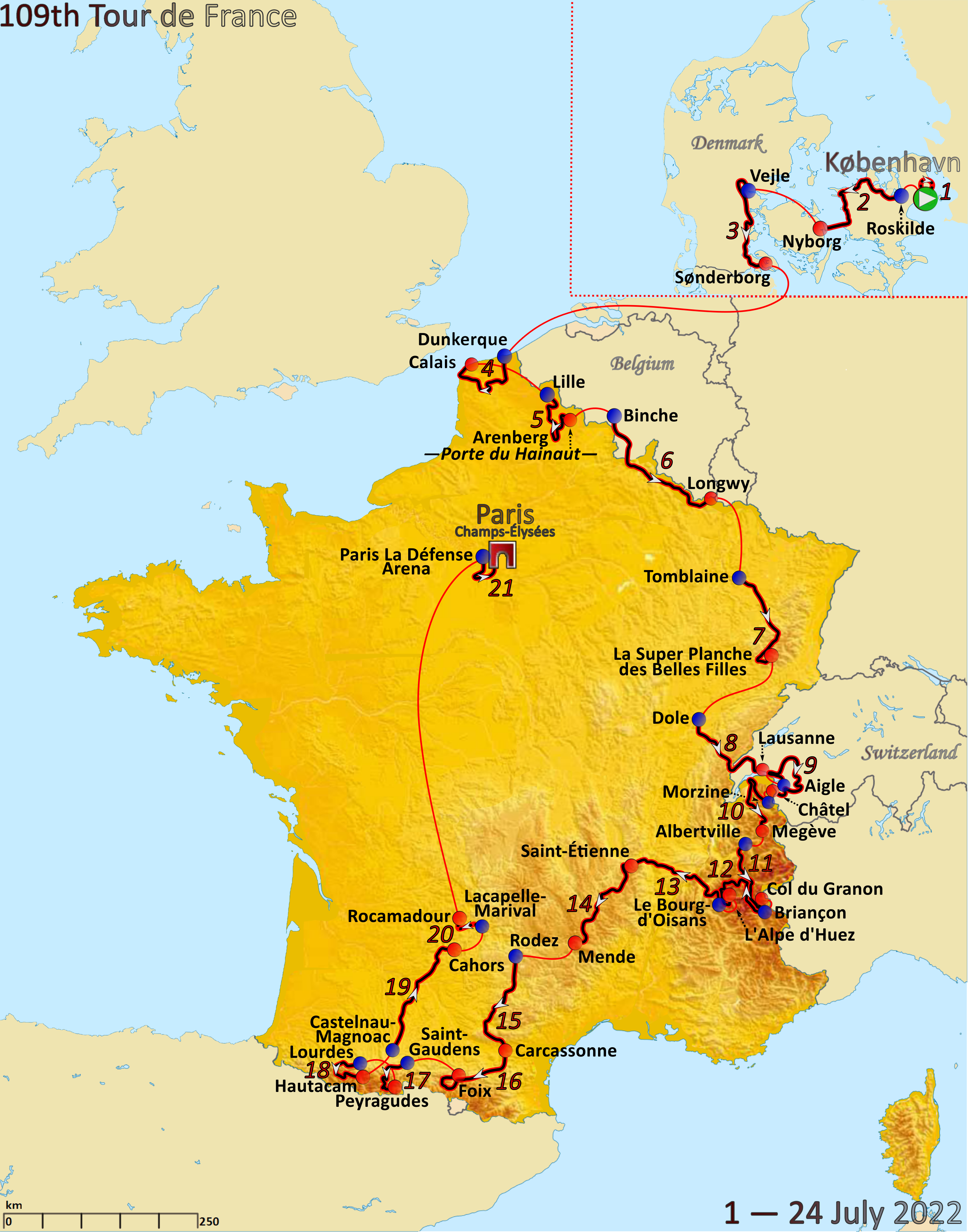
Tour de France 2022. Nästa dags etapp startade inte en enda gång på samma plats som den förra slutade och de sammanlagda transfersträckorna (2 402 km) var i samma storleksordning som den cyklade sträckan (som var 3 350 km). Och något "Frankrike runt" var det ju knappast heller. Detta överträffas dock av tre Giron (2018 var den sammanlagda transfersträckan i Girot 3 753 km - den cyklade sträckan var 3 572 km) och en Vuelta

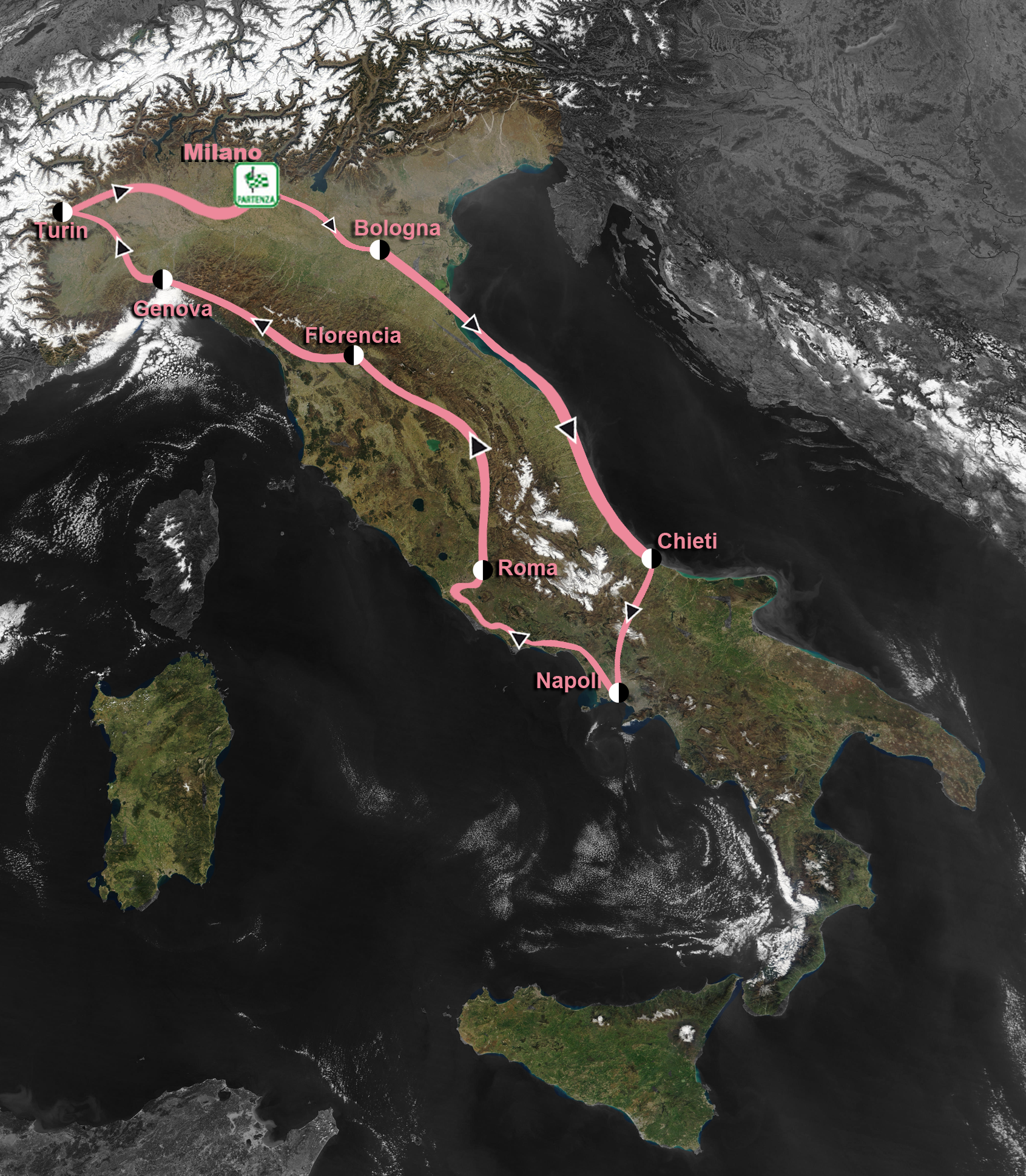
Det första Giro d'Italia 1909.

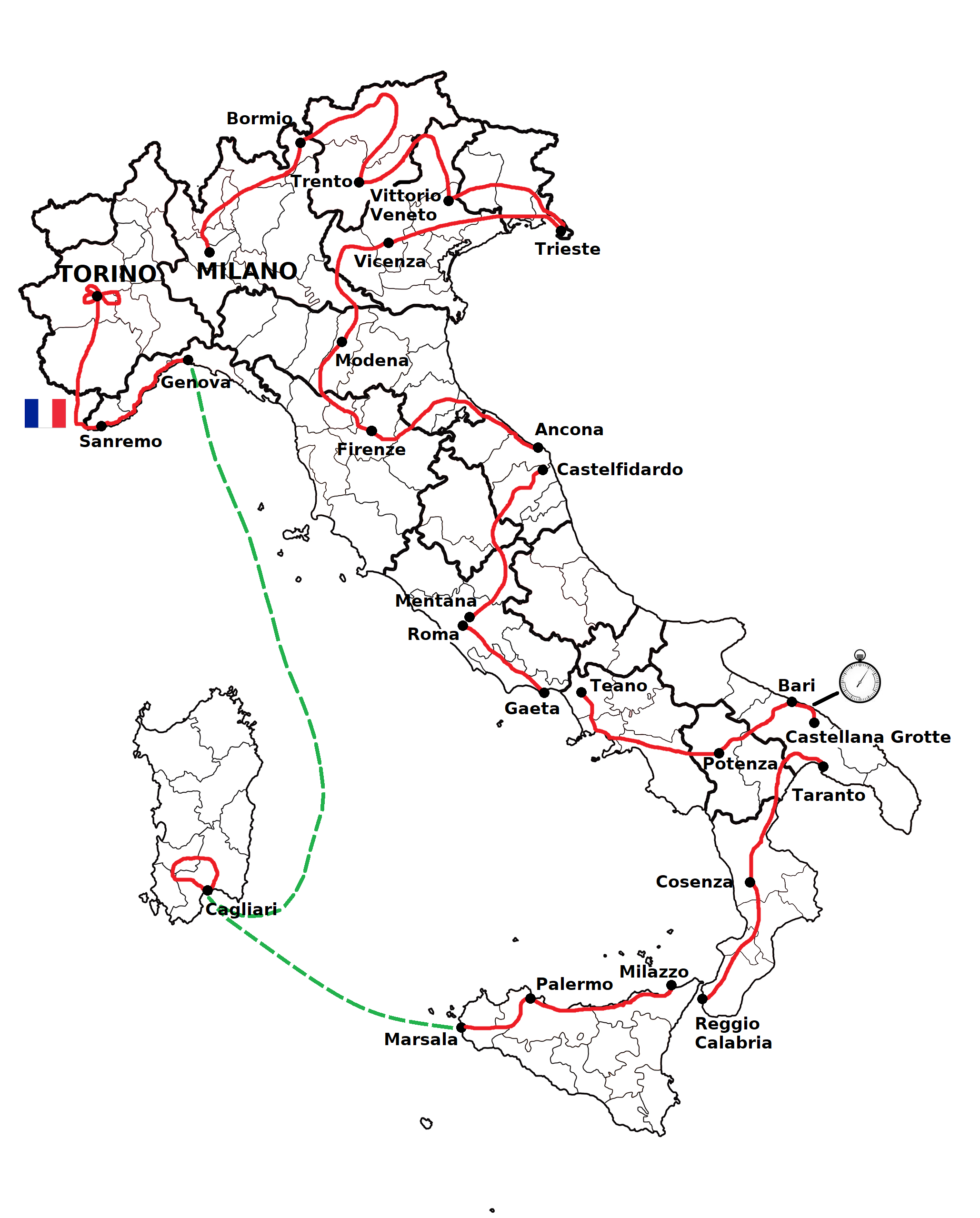
Girot 1961 är det som närmast varit ett "Italien runt" - anledningen var 100-årsjubiléet av Kungariket Italiens grundande.

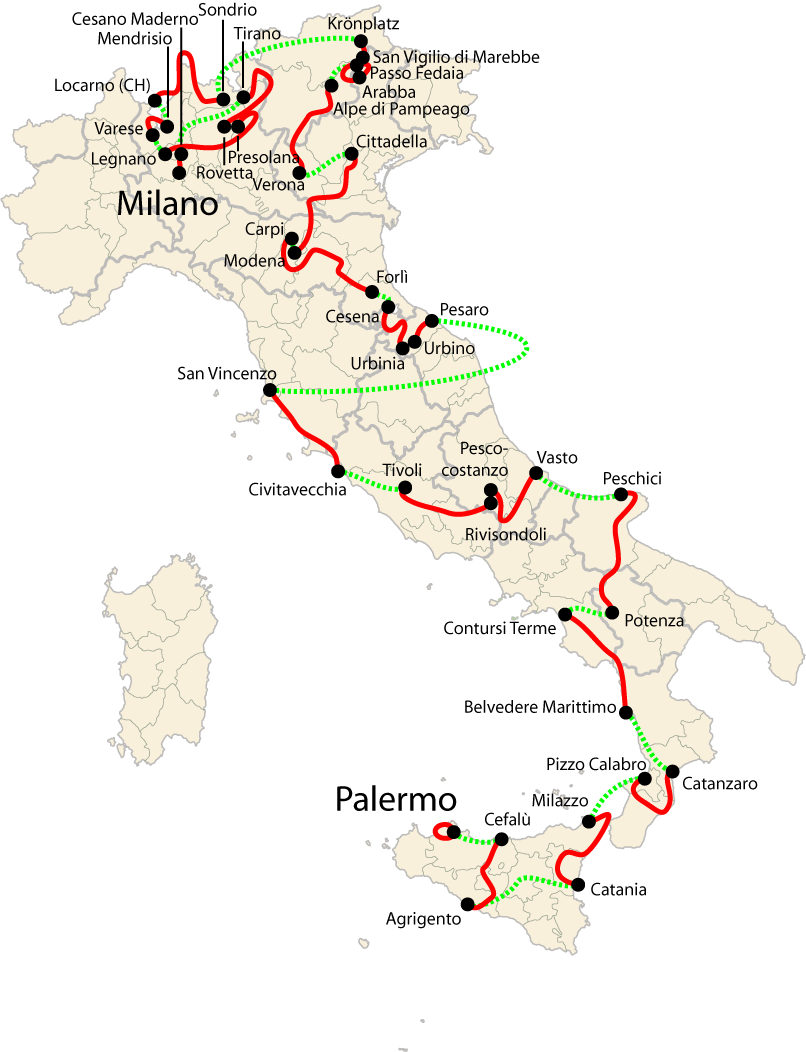
Giro d'Italia 2008. Cyklade sträckor röda, transfersträckor gröna.

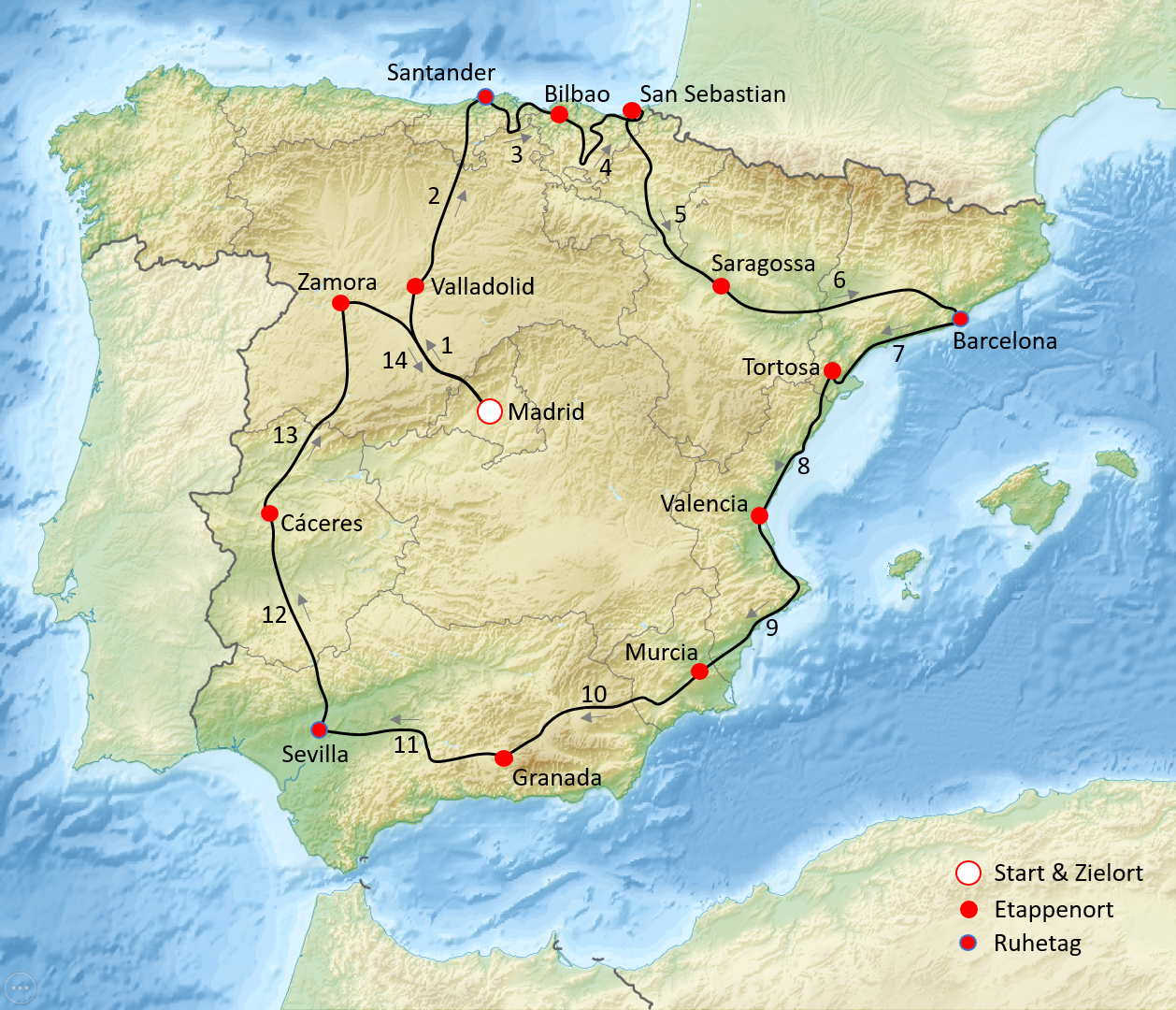
Vuelta a Españas premiärupplaga 1935.

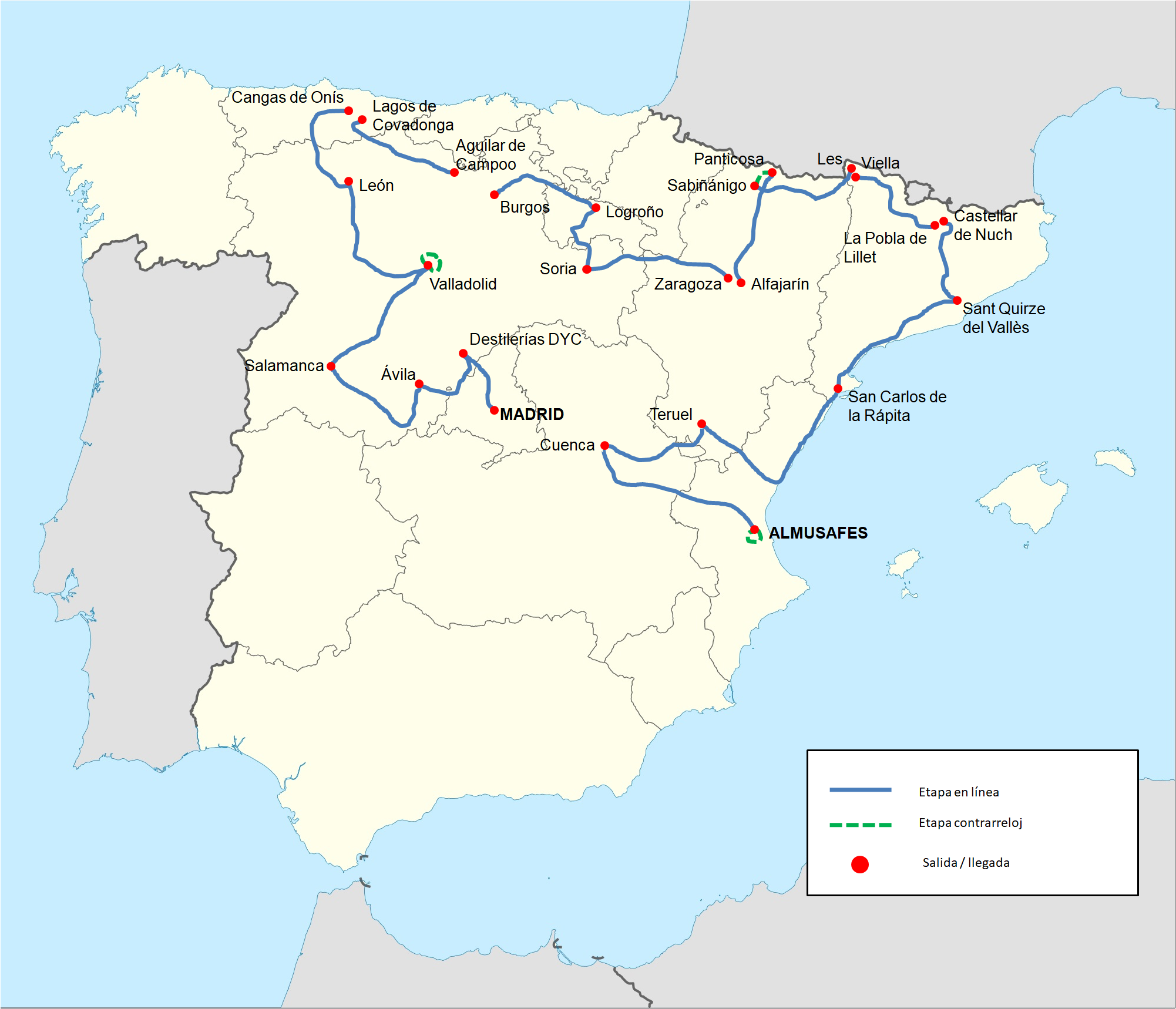
Vueltan 1983 var fortfarande någotsånär sammanhängande, men var snarast "La Vuelta a 1/3 España"...

Vuelta a España 2023. En snutt cyklad här, en annan där. Och däremellan transporter, inte bara av cyklister, deras cyklar, deras bussar, deras funktionärer, loppets funktionärer, tv-folk och andra journalister, samt de åskådare som följer loppet, utan även en reklamkaravan som för åskådarna längs rutten tar mycket längre tid än den kvart under vilken cyklisterna passerar.

### Totallängd – Vinnartid – Medelhastighet – Etapper
Tabellerna upptar ungefär vart femte år, undantagen beror på Första världskriget (1914 i stället för 1915), Andra världskriget (1939 i stället för 1940 och 1947 i stället för 1945) och Coronapandemin (Vueltan förlorade tre etapper som skulle körts i Nederländerna 2020, så 2021 i stället för 2020). Vuelta a España arrangerades inte 1939 på grund av Spanska inbördeskriget. Tour de France 1905 avgjordes på poäng och vinnartid finns ej (i stället anges första upplagan 1903).

#### Totalt
| År   | Längd (km)     | Längd (km)    | Längd (km)      | Vinnartid (t:m:s) | Vinnartid (t:m:s) | Vinnartid (t:m:s) | Medelhastighet (km/tim) | Medelhastighet (km/tim) | Medelhastighet (km/tim) |
| År   | Tour de France | Giro d'Italia | Vuelta a España | Tour de France    | Giro d'Italia     | Vuelta a España   | Tour de France          | Giro d'Italia           | Vuelta a España         |
| ---- | -------------- | ------------- | --------------- | ----------------- | ----------------- | ----------------- | ----------------------- | ----------------------- | ----------------------- |
| 1903 | 2 428          | –             | –               | 94:33:00          | –                 | –                 | 25,68                   | –                       | –                       |
| 1910 | 4 734          | 2 984         | –               | *                 | 114:24:00         | –                 | *                       | 26,11                   | –                       |
| 1914 | 5 380          | 3 160         | –               | 200:28:48         | 135:17;56         | –                 | 26,84                   | 23;37                   | –                       |
| 1920 | 5 503          | 2 629         | –               | 228:36:13         | 102:44:33         | –                 | 24,07                   | 25,64                   | –                       |
| 1925 | 5 440          | 3 517         | –               | 219:10:18         | 137:31:13         | –                 | 24,82                   | 25,60                   | –                       |
| 1930 | 4 822          | 3 095         | –               | 172:12:16         | 115:11:15         | –                 | 28,00                   | 26,88                   | –                       |
| 1935 | 4 338          | 3 577         | 3 425           | 141:23:00         | 113:22:46         | 120:01:02         | 30,65                   | 31,36                   | 28,54                   |
| 1939 | 4 224          | 3 007         | –               | 132:03:17         | 88:02:00          | –                 | 31,99                   | 34,15                   | –                       |
| 1947 | 4 642          | 3 843         | 3 893           | 148:11:25         | 115:55:07         | 132:27:00         | 31,41                   | 33,15                   | 28,30                   |
| 1950 | 4 773          | 3 981         | 3 984           | 145:36:46         | 117:28:03         | 134:49:19         | 32,78                   | 33,82                   | 29,55                   |
| 1955 | 4 495          | 3 870         | 2 769           | 130:29:26         | 108:56:12         | 81:04:02          | 34,45                   | 35,55                   | 34,16                   |
| 1960 | 4 173          | 3 481         | 3 567           | 112:08:42         | 94:03:54          | 103:05:57         | 37,21                   | 37,01                   | 34,60                   |
| 1965 | 4 188          | 3 951         | 3 410           | 116:42:06         | 121:08:18         | 96:32:03          | 35,89                   | 34,27                   | 35,32                   |
| 1970 | 4 254          | 3 292         | 3 560           | 119:31:49         | 90:08:47          | 89:57:12          | 35,59                   | 36,52                   | 39,58                   |
| 1975 | 4 000          | 4 048         | 3 076           | 114:35:31         | 111:31:34         | 80:56:00          | 34,91                   | 35,54                   | 38,01                   |
| 1980 | 3 842          | 4 025         | 3 219           | 109:19:14         | 112:08:20         | 88:23:21          | 35,14                   | 35,90                   | 36,42                   |
| 1985 | 4 109          | 3 999         | 3 475           | 113:24:23         | 105:46:51         | 95:58:00          | 36,23                   | 37,89                   | 36,42                   |
| 1990 | 3 504          | 3 450         | 3 699           | 90:43:20          | 91:51:08          | 94:36:40          | 38,62                   | 37,61                   | 39,10                   |
| 1995 | 3 635          | 3 733         | 3 637           | 92:44:59          | 97:39:50          | 95:30:33          | 39,19                   | 38,26                   | 38,08                   |
| 2000 | 3 550          | 3 699         | 2 893           | 92:39:10          | 98:30:14          | 70:26:14          | 39,56                   | 37,55                   | 41,07                   |
| 2005 | 3 550          | 3 461         | 3 360           | 86:19:42          | 91:25:51          | 82:22:55          | 41,65                   | 37,85                   | 40,79                   |
| 2010 | 3 642          | 3 480         | 3 370           | 91:58:48          | 87:44:01          | 87:18:31          | 39,50                   | 39,67                   | 39,22                   |
| 2015 | 3 354          | 3 483         | 3 358           | 84:46:14          | 88:22:25          | 85:36:13          | 39,57                   | 39,41                   | 39,23                   |
| 2021 | 3 414          | 3 411         | 3 417           | 82:56:35          | 86:17:28          | 83:55:29          | 41,16                   | 39,53                   | 40,70                   |

- = Tour de France avgjordes på placeringspoäng 1910. Någon entydig vinnartid finns ej publicerad.

Det längsta Tour de France som körts var 1926 års upplaga som var 5 745 km lång (vinnartiden var 238:44;25 och medelhastigheten var 26,06 km/tim). Den längsta Vuelta a España som körts var de 4 442 km som tillryggalades 1941 (vinnartid 168:45;26, medelhastighet 26,26 km/tim) och det längsta Giro d'Italia som körts hölls 1954 och mätte 4 337 km (vinnartid 129:13:07, medelhastighet 33,56 km/tim).

#### Etapper och vilodagar
Om två "halvetapper" har körts samma dag har de slagits samman till en "heletapp".
| År   | Etapper        | Etapper       | Etapper         | Etapper         | Etapper         | Etapper         | Etapper            | Etapper            | Etapper            | Vilodagar      |               |                 |
| År   | Antal          | Antal         | Antal           | Medellängd (km) | Medellängd (km) | Medellängd (km) | Längsta etapp (km) | Längsta etapp (km) | Längsta etapp (km) | Vilodagar      |               |                 |
| År   | Tour de France | Giro d'Italia | Vuelta a España | Tour de France  | Giro d'Italia   | Vuelta a España | Tour de France     | Giro d'Italia      | Vuelta a España    | Tour de France | Giro d'Italia | Vuelta a España |
| ---- | -------------- | ------------- | --------------- | --------------- | --------------- | --------------- | ------------------ | ------------------ | ------------------ | -------------- | ------------- | --------------- |
| 1903 | 6              | –             | –               | 405             | –               | –               | 471                | –                  | –                  | 12             | –             | –               |
| 1910 | 15             | 10            | –               | 316             | 298             | –               | 424                | 388                | –                  | 14             | 9             | –               |
| 1914 | 15             | 8             | –               | 360             | 395             | –               | 470                | 430                | –                  | 12             | 7             | –               |
| 1920 | 15             | 8             | –               | 367             | 329             | –               | 482                | 421                | –                  | 16             | 7             | –               |
| 1925 | 18             | 12            | –               | 302             | 293             | –               | 433                | 376                | –                  | 11             | 11            | –               |
| 1930 | 21             | 15            | –               | 229             | 206             | –               | 333                | 292                | –                  | 5              | 8             | –               |
| 1935 | 21             | 18            | 14              | 207             | 199             | 245             | 325                | 333                | 310                | 4              | 4             | 3               |
| 1939 | 18             | 17            | –               | 235             | 177             | –               | 352                | 256                | –                  | 3              | 3             | –               |
| 1947 | 21             | 19            | 24              | 220             | 202             | 162             | 257                | 288                | 243                | 5              | 4             | 1               |
| 1950 | 22             | 18            | 22              | 217             | 221             | 181             | 316                | 294                | 268                | 4              | 3             | 3               |
| 1955 | 22             | 21            | 15              | 203             | 184             | 185             | 275                | 260                | 308                | 2              | 2             | 0               |
| 1960 | 21             | 21            | 17              | 199             | 166             | 210             | 244                | 240                | 287                | 1              | 1             | 0               |
| 1965 | 22             | 22            | 18              | 185             | 180             | 189             | 240                | 295                | 247                | 1              | 1             | 0               |
| 1970 | p+23           | 20            | p+19            | 183             | 165             | 187             | 269                | 218                | 249                | 0              | 1             | 0               |
| 1975 | p+22           | 21            | p+19            | 182             | 183             | 162             | 260                | 258                | 233                | 2              | 1             | 0               |
| 1980 | p+22           | p+22          | p+19            | 178             | 183             | 169             | 282                | 247                | 219                | 2              | 1             | 0               |
| 1985 | p+22           | p+22          | p+19            | 188             | 181             | 183             | 269                | 248                | 253                | 1              | 2             | 0               |
| 1990 | p+21           | p+19          | 22              | 162             | 181             | 168             | 233                | 241                | 233                | 2              | 0             | 0               |
| 1995 | p+20           | 22            | p+21            | 176             | 170             | 173             | 264                | 240                | 264                | 2              | 1             | 1               |
| 2000 | 21             | p+21          | 21              | 174             | 176             | 138             | 254                | 265                | 198                | 2              | 1             | 2               |
| 2005 | 21             | 20            | p+20            | 169             | 173             | 168             | 240                | 223                | 232                | 2              | 2             | 2               |
| 2010 | p+20           | 21            | 21              | 182             | 172             | 160             | 228                | 264                | 208                | 2              | 2             | 2               |
| 2015 | 21             | 21            | p+20            | 160             | 166             | 168             | 224                | 263                | 215                | 2              | 2             | 2               |
| 2021 | 21             | 21            | p+20            | 163             | 162             | 171             | 249                | 231                | 204                | 2              | 2             | 2               |

Not: p+X betecknar prolog plus X stycken etapper. Några "vilodagar" från 1900-talets andra hälft har dock inneburit en hel del transport (men deltagarna slapp cykla dessa sträckor...). Antalet vilodagar regleras sedan 2002 av UCI, vars regler säger att två vilodagar skall ingå och att dessa skall var jämnt fördelade.
Den längsta etapp som ingått i ett Tour de France var 482 kilometer lång (mellan Les Sables d'Olonne och Bayonne) och kördes under åren 1919 till 1924 (vinnartiden varierade från 18 timmar och 47 minuter till 20 timmar och 16 minuter - det fanns deltagare som kom i mål efter över 28 timmar) och näst därefter kommer etappen från Marseille till Toulouse 1906 som bara var två kilometer kortare. De tre längsta etapperna i Giro d'Italias historia kördes alla 1914: Lucca-Rom 430 km, L'Aquila-Lugo 429 km och Bari-L'Aquila 428 km (ytterligare två etapper detta år var 420 km) och därefter kommer ett lagtempolopp Trieste-Milano på 421 km 1920. Vuelta a España startade inte förrän 1935 och den längsta etappen som någonsin körts under Vueltan år 310 km från Zaragoza till Barcelona 1935.
Sådana längder på lopp och etapper är inte längre aktuella eftersom UCI:s regelverk föreskriver att loppens längd inte får överkrida 3 500 km och etappernas längd inte får överskrida 240 km (undantag kan dock medges för två etapper).
Sista gången en etapp på över 400 km kördes i Tour de France var 1926 (fyra etapper: 433, 427, 412 respektive 405 km) och sista gången en etapp på över 300 km kördes var 1990 (301 km från Avranches till Rouen). I Giro d'Italia kördes den sista etappen på över 400 km 1924 (415 km) och den sista över 300 km 1954 (352 km). I Vuelta a España har ingen etapp någonsin överstigit 400 km och sista gången en etapp översteg 300 km var 1955 (308 km). De längsta etapperna sedan år 2000 (till och med 2024) är 254 km i Touren (2000), 264 km i Girot (2010/2015) och 232 km i Vueltan (2005).

### Antal etapper ov olika typ sedan 2008
Man kan under perioden möjligen skönja en trend dels mot färre tempoetapper (särskilt lagtempon) och dels fler backiga etapper (som inbjuder till utbrytningsförsök) på bekostnad av platta spurtetapper. En möjlig förklaring till det senare är att media/sponsorer är intresserade av att det händer något i TV-rutan som engagerar tittaren så att denne inte byter kanal och detsamma gäller tempoetapperna eftersom de som ligger främst i totalklassificeringen startar sist och de första timmarna är bara intressanta för de som verkligen är intresserade.
| År   | Tour de France | Tour de France | Tour de France | Tour de France | Tour de France | Tour de France | Tour de France | Giro d'Italia | Giro d'Italia | Giro d'Italia | Giro d'Italia | Giro d'Italia | Giro d'Italia | Giro d'Italia | Vuelta a España | Vuelta a España | Vuelta a España | Vuelta a España | Vuelta a España | Vuelta a España | Vuelta a España | Summa | Summa | Summa | Summa | Summa | Summa | Summa |
| ---- | -------------- | -------------- | -------------- | -------------- | -------------- | -------------- | -------------- | ------------- | ------------- | ------------- | ------------- | ------------- | ------------- | ------------- | --------------- | --------------- | --------------- | --------------- | --------------- | --------------- | --------------- | ----- | ----- | ----- | ----- | ----- | ----- | ----- |
| År   |                |                |                |                |                |                |                |               |               |               |               |               |               |               |                 |                 |                 |                 |                 |                 |                 |       |       |       |       |       |       |       |
| 2008 | –              | 2              | –              | 10             | 4              | 5              |                | 1             | 2             | 1             | 6             | 7             | 4             |               | 1               | 1               | 1               | 10              | 2               | 6               |                 | 2     | 5     | 2     | 26    | 13    | 15    |       |
| 2009 | 1              | 2              | –              | 10             | 1              | 7              |                | 1             | 2             | –             | 7             | 4             | 7             |               | –               | 3               | –               | 9               | 3               | 6               |                 | 2     | 7     | –     | 26    | 8     | 20    |       |
| 2010 | –              | 2              | –              | 10             | 3              | 6              |                | 1             | 2             | 1             | 7             | 5             | 5             |               | 1               | 1               | –               | 9               | 3               | 7               |                 | 2     | 5     | 1     | 26    | 11    | 18    |       |
| 2011 | 1              | 1              | –              | 10             | 3              | 6              |                | 1             | 2             | –             | 5             | 5             | 8             |               | 1               | 1               | –               | 6               | 6               | 7               |                 | 3     | 4     | –     | 21    | 14    | 21    |       |
| 2012 | –              | 3              | –              | 9              | 4              | 5              |                | 1             | 2             | –             | 6             | 7             | 5             |               | 1               | 1               | –               | 9               | 5               | 5               |                 | 2     | 6     | –     | 24    | 16    | 15    |       |
| 2013 | –              | 3              | –              | 8              | 3              | 7              |                | 1             | 1             | 1             | 7             | 6             | 5             |               | 1               | 1               | –               | 6               | 7               | 6               |                 | 2     | 5     | 1     | 21    | 16    | 18    |       |
| 2014 | –              | 1              | –              | 9              | 5              | 6              |                | 1             | 1             | 1             | 6             | 6             | 6             |               | 1               | 2               | –               | 5               | 6               | 7               |                 | 2     | 4     | 1     | 20    | 17    | 19    |       |
| 2015 | 1              | 1              | –              | 6              | 7              | 6              |                | 1             | 1             | –             | 7             | 7             | 5             |               | 1               | 1               | –               | 6               | 7               | 6               |                 | 3     | 3     | –     | 19    | 21    | 17    |       |
| 2016 | –              | 1              | 1              | 9              | 3              | 7              |                | –             | 2             | 1             | 5             | 10            | 3             |               | 1               | 1               | –               | 5               | 11              | 3               |                 | 1     | 4     | 2     | 19    | 25    | 13    |       |
| 2017 | –              | 2              | –              | 8              | 6              | 5              |                | –             | 2             | –             | 5             | 9             | 5             |               | 1               | 1               | –               | 5               | 8               | 6               |                 | 1     | 5     | –     | 18    | 23    | 16    |       |
| 2018 | 1              | 1              | –              | 8              | 5              | 6              |                | –             | 2             | –             | 7             | 7             | 5             |               | –               | 2               | –               | 4               | 8               | 7               |                 | 1     | 5     | –     | 19    | 20    | 18    |       |
| 2019 | 1              | 1              | –              | 7              | 5              | 7              |                | –             | 3             | –             | 6             | 7             | 5             |               | 1               | 1               | –               | 6               | 6               | 7               |                 | 2     | 5     | –     | 19    | 18    | 19    |       |
| 2020 | –              | –              | 1              | 8              | 6              | 6              |                | –             | 3             | –             | 5             | 7             | 6             |               | –               | –               | 1               | 4               | 8               | 5               |                 | –     | 3     | 2     | 17    | 12    | 17    |       |
| 2021 | –              | 2              | –              | 8              | 5              | 6              |                | –             | 2             | –             | 6             | 7             | 6             |               | –               | 2               | –               | 6               | 5               | 8               |                 | –     | 6     | –     | 20    | 17    | 20    |       |
| 2022 | –              | 2              | –              | 6              | 7              | 6              |                | –             | 2             | –             | 7             | 4             | 8             |               | 1               | 1               | –               | 6               | 6               | 7               |                 | 1     | 5     | –     | 19    | 17    | 21    |       |
| 2023 | –              | 1              | –              | 6              | 6              | 8              |                | –             | 2             | 1             | 3             | 9             | 6             |               | 1               | 1               | –               | 4               | 8               | 7               |                 | 1     | 4     | 1     | 13    | 23    | 20    |       |
| 2024 | –              | 2              | –              | 8              | 4              | 7              |                | –             | 2             | –             | 6             | 8             | 5             |               | –               | 2               | –               | 1               | 10              | 8               |                 | –     | 6     | –     | 15    | 22    | 20    |       |
| 2025 | –              | 1              | 1              | 7              | 6              | 6              |                | –             | 2             | –             | 4             | 8             | 7             |               | 1               | 1               | –               | 5               | 8               | 6               |                 | 1     | 4     | 1     | 16    | 22    | 19    |       |

Tempoetapper:  Lagtempo,
 Individuellt tempo, 
 Individuellt bersgstempo
Linjeetapper:  Flat etapp, 
 Backigt,
 Bergsetapp
Not: Alla upplagor ovan bestod av 21 etapper (eller 20 etapper och en prolog - i tabellen görs ingen särskillnad) utom Vuelta a España 2020 vars tre första etapper utgick på grund av Coronapandemin (se nästa avsnitt) och som därför bara bestod av 18.
Individuella tempoetapper infördes 1933 i Girot, 1934 i Touren och 1941 i Vueltan, medan lagtempoetapper kördes första gången i Touren 1927, i Girot 1937 och i Vueltan 1946.

### Första etapp sedan 2008

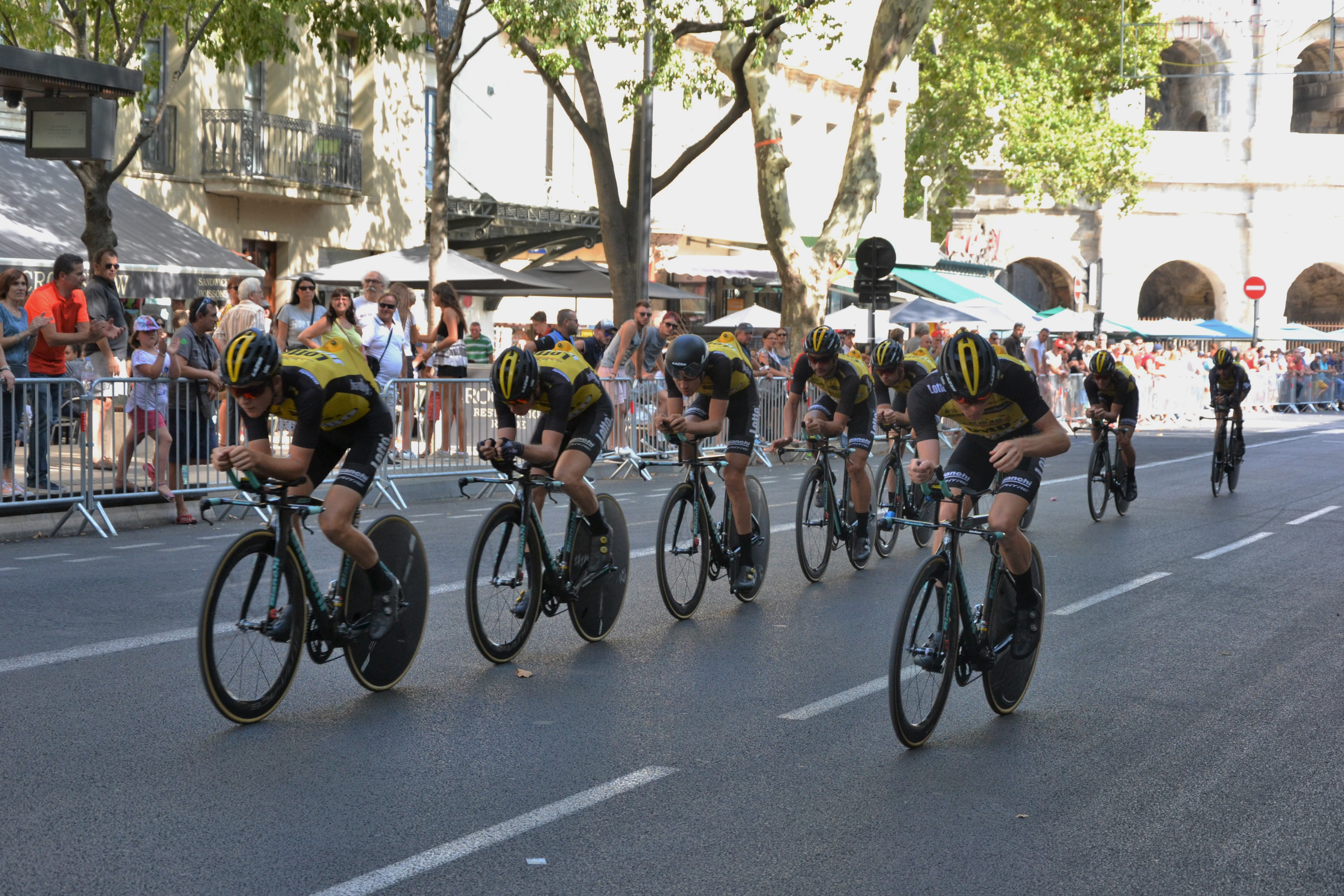
Team LottoNL-Jumbo vid Vueltans Grand partida i Nîmes 2017 som kördes som lagtempo. Cyklisten till höger i bilden har just avslutat sin dragning och faller tillbaka för att lägga sig i slipstreamen bakom sina lagkamrater, tills det blir hans tur att kämpa mot fartvinden igen.

Giro d'Italia och Vuelta a España inleds vanligen med en kort tempoetapp, för Girots del vanligen en individuell sådan och för Vueltans del vanligen ett lagtempo (om lagtempo förekommer i en Grand Tour måste det sedan 2005 ligga i första tredjedelen av loppet). Tour de France startade tidigare (från 1967 till 2007) också med en kort tempoetapp, "prolog", men därefter körs "prologer" endast om starten sker i utlandet (och den första etappen av logistiska skäl tidigarelagts till fredagen, så att måndagen kan användas för transporter).

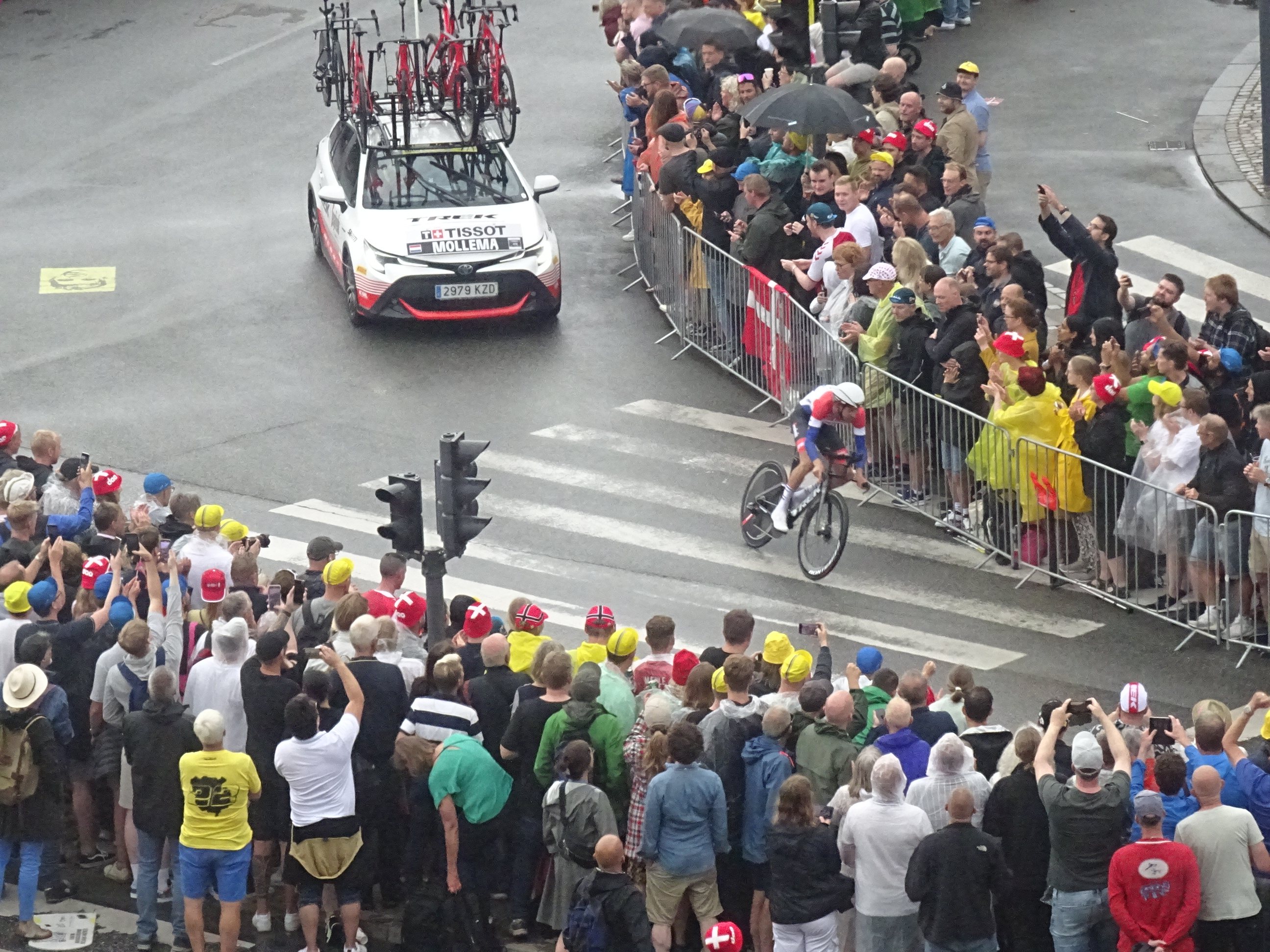
Bauke Mollema passerar Kongens Nytorv vid Tourens Grand départ i Köpenhamn 2022.

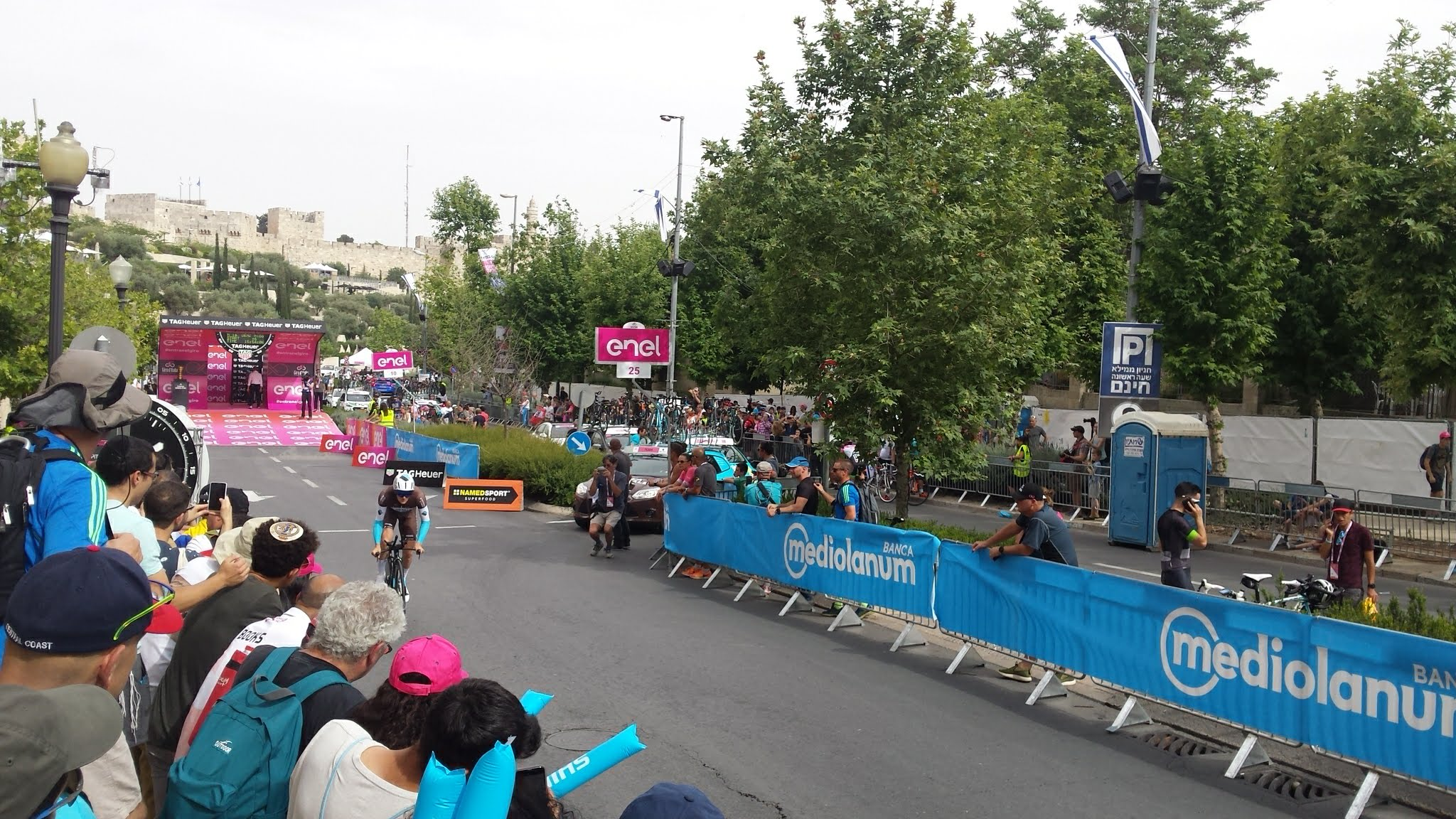
Startrampen och den första vägstumpen på den individuella tempoetappen som var Giro d'Italias Grande Partenza i Jerusalem 2018.

Att starten av loppet sker i "utlandet" är inget sentida påfund, redan 1954 startade första etappen av Tour de France i Amsterdam. Första utlandsstarten för Vueltans del skedde 1997 i Lissabon och Girot startade "utomlands" första gången 1965 i San Marino (därefter i Monaco 1966, men först med starten i belgiska Verviers 1973 befann man sig inte på gångavstånd från italiensk mark).
Att de stora etapploppen kör en sväng in om grannländerna är dock en mycket äldre företeele - redan 1913 var Tour de France inne om Genève i Schweiz där etapp 11 (från Grenoble) hade mål och där etapp 12 startade dagen därpå. I synnerhet sker sådana gränspassager i Pyrenéerna mellan Spanien och Frankrike och Tour de France är ofta inne om Schweiz.
| År   | Tour de France | Tour de France       | Tour de France | Tour de France | Tour de France | Giro d'Italia | Giro d'Italia       | Giro d'Italia | Giro d'Italia | Giro d'Italia | Vuelta a España | Vuelta a España      | Vuelta a España | Vuelta a España |
| År   | Datum          | Startort             | Typ            | Längd (km)     |                | Datum         | Startort            | Typ           | Längd (km)    |               | Datum           | Startort             | Typ             | Längd (km)      |
| ---- | -------------- | -------------------- | -------------- | -------------- | -------------- | ------------- | ------------------- | ------------- | ------------- | ------------- | --------------- | -------------------- | --------------- | --------------- |
| 2008 | 5 juli         | Brest                |                | 197            |                | 10 maj        | Palermo             |               | 24            |               | 30 augusti      | Granada              |                 | 8               |
| 2009 | 4 juli         | Monte Carlo          |                | 15             |                | 9 maj         | Lido di Venezia     |               | 20            |               | 29 augusti      | Assen                |                 | 5               |
| 2010 | 3 juli         | Rotterdam            |                | 9              |                | 8 maj         | Amsterdam           |               | 8             |               | 28 augusti      | Sevilla              |                 | 13              |
| 2011 | 2 juli         | Passage du Gois      |                | 191            |                | 7 maj         | Venaria Reale       |               | 19            |               | 20 augusti      | Benidorm             |                 | 13              |
| 2012 | 30 juni        | Liège                |                | 6              |                | 5 maj         | Herning             |               | 9             |               | 18 augusti      | Pamplona             |                 | 16              |
| 2013 | 29 juni        | Porto-Vecchio        |                | 213            |                | 4 maj         | Neapel              |               | 130           |               | 24 augusti      | Vilanova de Arousa   |                 | 27              |
| 2014 | 5 juli         | Leeds                |                | 190            |                | 9 maj         | Belfast             |               | 22            |               | 23 augusti      | Jerez de la Frontera |                 | 13              |
| 2015 | 4 juli         | Utrecht              |                | 14             |                | 9 maj         | San Lorenzo al Mare |               | 18            |               | 22 augusti      | Puerto Banús         |                 | 7               |
| 2016 | 2 juli         | Mont Saint-Michel    |                | 188            |                | 6 maj         | Apeldoorn           |               | 10            |               | 20 augusti      | Laias                |                 | 28              |
| 2017 | 1 juli         | Düsseldorf           |                | 14             |                | 5 maj         | Alghero             |               | 206           |               | 19 augusti      | Nîmes                |                 | 14              |
| 2018 | 7 juli         | Noirmoutier-en-l'Île |                | 201            |                | 4 maj         | Jerusalem           |               | 10            |               | 25 augusti      | Málaga               |                 | 8               |
| 2019 | 6 juli         | Bryssel              |                | 194            |                | 11 maj        | Bologna             |               | 8             |               | 24 augusti      | Torrevieja           |                 | 13              |
| 2020 | 29 augusti     | Nice                 |                | 156            |                | 3 oktober     | Monreale            |               | 15            |               | 20 oktober      | Irun                 |                 | 173             |
| 2021 | 26 juni        | Brest                |                | 198            |                | 8 maj         | Turin               |               | 9             |               | 14 augusti      | Burgos               |                 | 7               |
| 2022 | 1 juli         | Köpenhamn            |                | 13             |                | 6 maj         | Budapest            |               | 195           |               | 19 augusti      | Utrecht              |                 | 23              |
| 2023 | 1 juli         | Bilbao               |                | 182            |                | 6 maj         | Fossacesia          |               | 20            |               | 26 augusti      | Barcelona            |                 | 15              |
| 2024 | 29 juni        | Florens              |                | 206            |                | 4 maj         | Venaria Reale       |               | 136           |               | 17 augusti      | Lissabon             |                 | 12              |
| 2025 | 5 juli         | Lille                |                | 185            |                | 9 maj         | Durrës              |               | 160           |               | 23 augusti      | Turin                |                 | 183             |

 Lagtempo,  Individuellt tempolopp,  Flat etapp,  Backig etapp. Fredag markeras med violett och tisdag med rosa, övriga dagar är lördagar.
Not: 2020 flyttades alla loppen till hösten på grund av Coronapandemin. För Vuelta a Españas del ströks dessutom de tre inledande etapperna, som skulle ha körts i Nederländerna och i stället för en lagtempoetapp med start i Utrecht fick den planerade fjärdeetappen inleda tävlingen (som därför började på en tisdag). På grund av den komprimerade kalendern 2020 (även vårens endagslopp och kortare etapplopp flyttades till hösten) överlappade dessutom sista veckan av Girot och första veckan av Vueltan varandra.

### Avslutande etapp sedan 2008

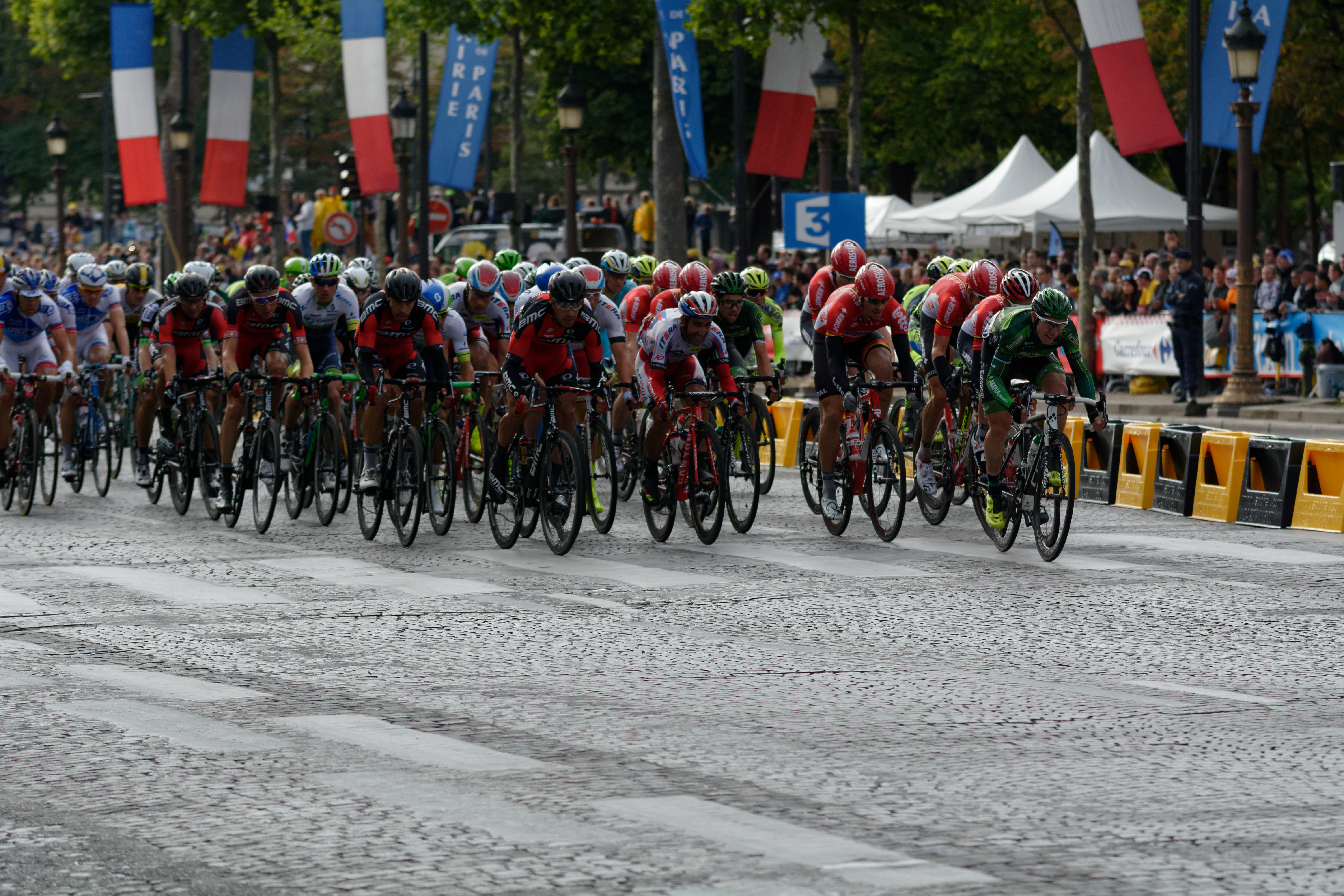
Klungan på Champs-Élysées under sista etappen av Tour de France 2015.

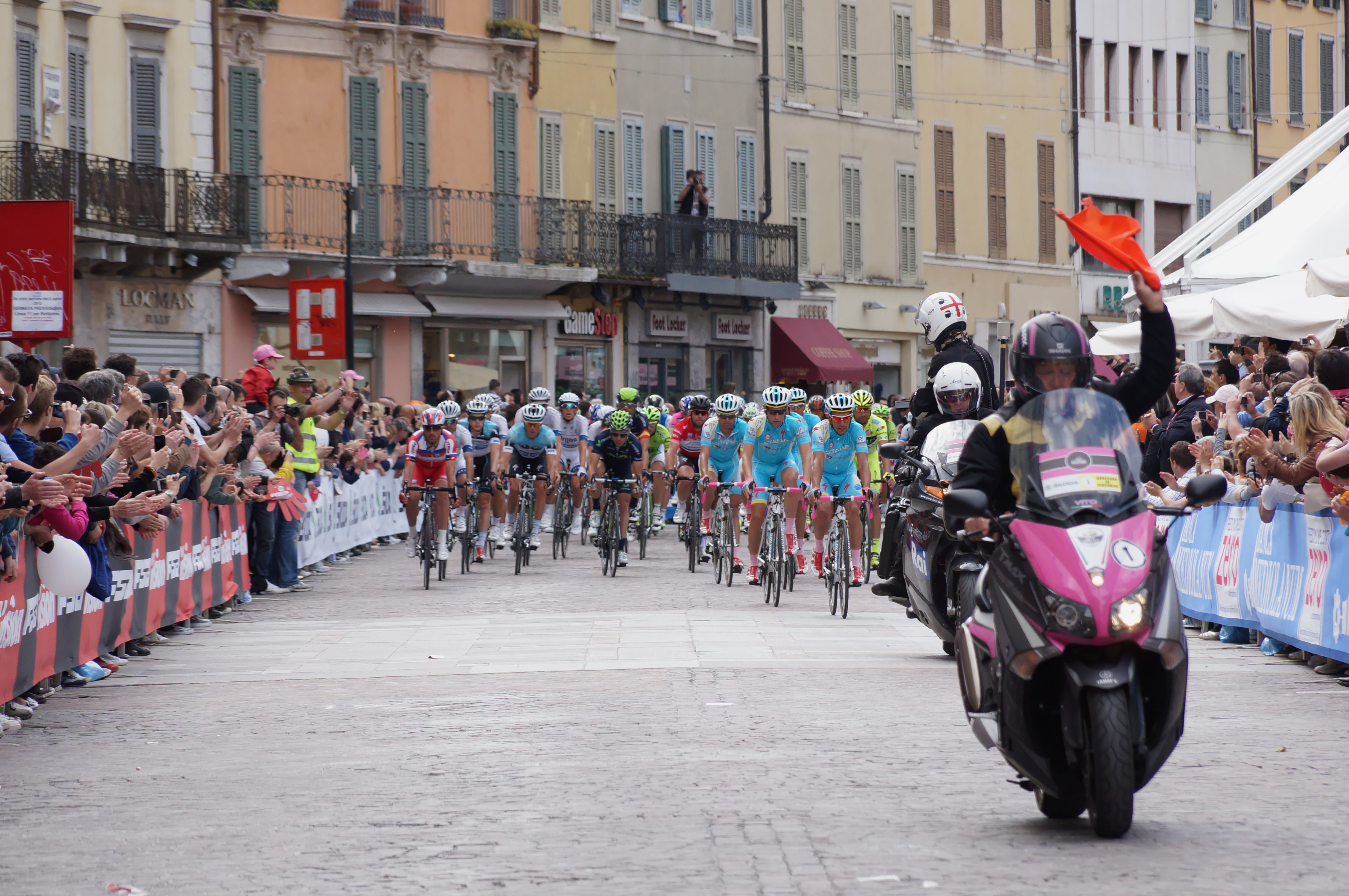
Klungan i Brescia under sista etappen av Giro d'Italia 2013.

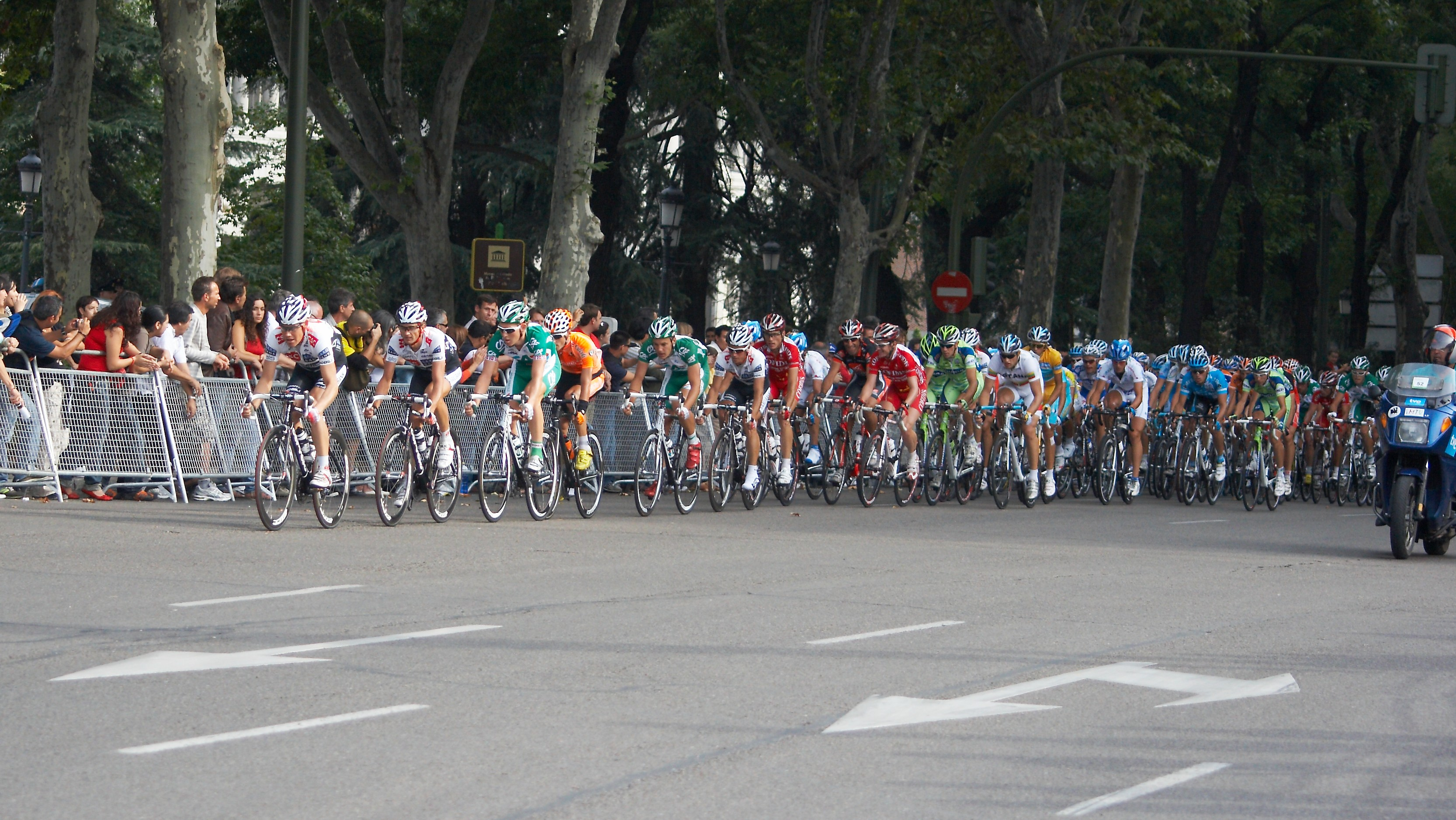
Klungan på den avslutande etappen av Vuelta a España i Madrid 2008.

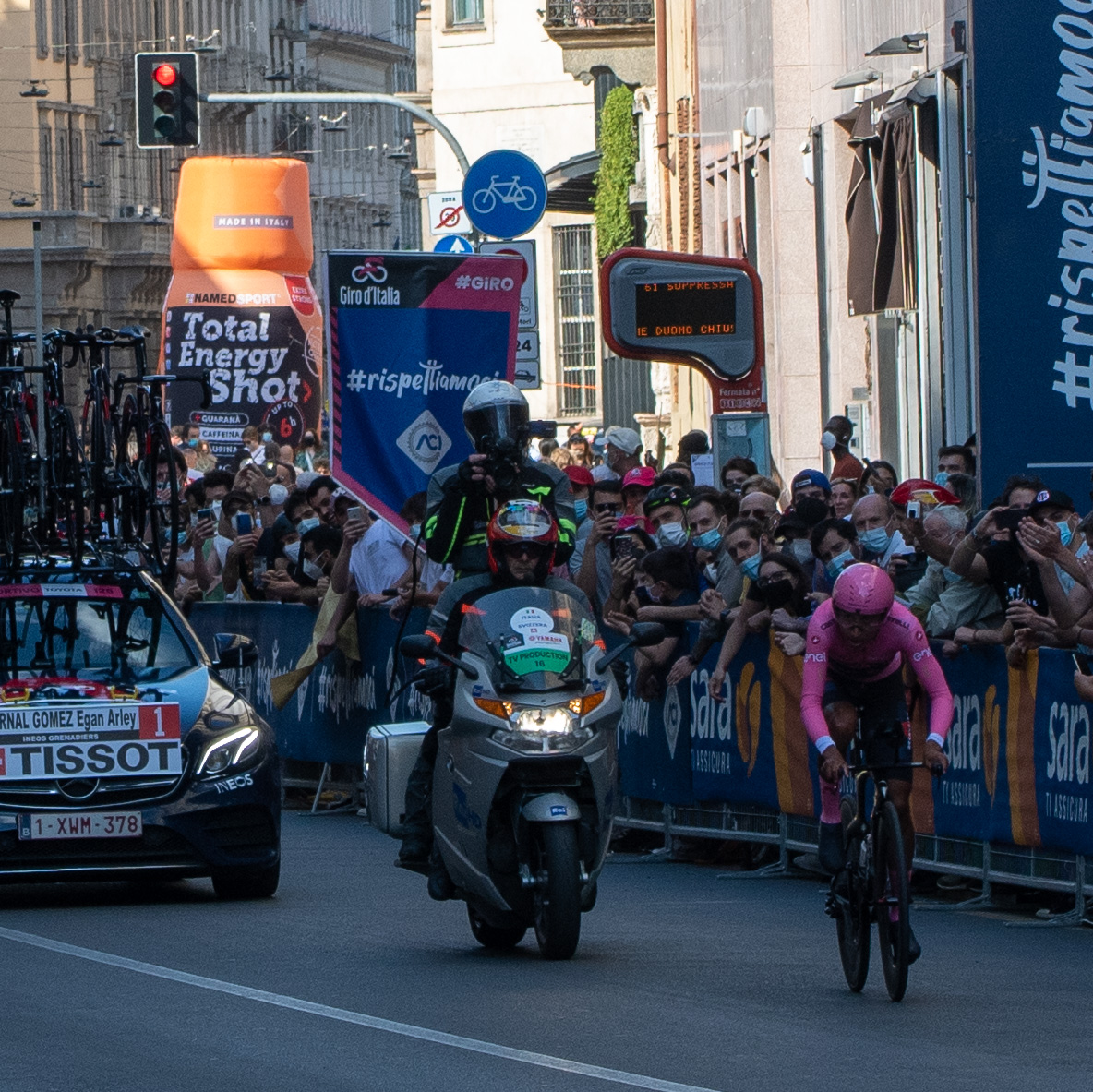
Totalledaren och den blivande slutvinnaren Egan Bernal under den avslutande etappen av Giro d'Italia 2021, vilken kördes som ett individuellt tempolopp i Milano.

I Tour de France har sista etappen avslutats i Paris sedan loppets start 1903 (i "modern tid" med avslutning på paradgatan Champs-Élysées - varje år sedan 1975), men 2024 flyttades slutmålet till Nice eftersom Olympiska sommarspelen förlades till Paris detta år. 2024 dessutom med en avslutande tempoetapp, vilket inte hänt sedan 1989 (då Greg LeMond lyckades slå Laurent Fignon med 58 sekunder och därmed vinna hela Touren med åtta sekunder).
I Vuelta a España har loppet vanligtvis avslutats i Madrid, men undantag har förekommit vid flera tillfällen (utöver Santiago de Compostela 2014 och 2021 i tabellen nedan, även där 1993, dessförinnan i Jerez 1986, Salamanca 1985, Palazuelos de Eresma 1983, San Sebastián från 1972 till 1976 samt 1978, Miranda de Ebro 1977, samt Bilbao under flertalet år från 1955 till 1970). Sista etappen har vanligtvis varit en platt linjeetapp, men en tempoetapp har då och då avslutat Vueltan (särskilt på 1970-talet).
Sista etappen i Giro d'Italia har flyttats runt på kartan, men Milano var inledningsvis både startort och slutmål för Girot. Den har omväxlande varit en platt linjeetapp eller en individuell tempoetapp - men 1975 var sista etappen en 186 km lång bergsetapp med målgång på hela Girots högsta punkt (Cima Coppi) i Stelviopasset nära gränsen till Schweiz (2 758 m ö.h. - det högsta vägpasset i Italien och det näst högsta asfalterade i Alperna).
I det fall sista etappen är en platt linjeetapp (ofta relativt kort dessutom) går en stor del av denna i makligt tempo (varunder cyklisterna samtalar, tar selfies, vinkar åt publiken och skålar i champagne..) och först mot loppets slut blir det allvar för att vinna den prestigefyllda sista spurten (i det fall att poängtävlingen eller bergspristävlingen inte är helt avgjord, blir det vanligen lite kamp om dessa priser - det finns någon spurt och en liten backe  som kan ge någon avgörande poäng - men sedan lugnar det ner sig igen tills man kommer till Paris, Madrid eller Milano - eller var nu slutmålet ligger i Italien - i en samlad klunga).
| År   | Tour de France | Tour de France | Tour de France | Tour de France | Tour de France | Giro d'Italia | Giro d'Italia | Giro d'Italia | Giro d'Italia | Giro d'Italia | Vuelta a España | Vuelta a España        | Vuelta a España | Vuelta a España |
| År   | Datum          | Slutmål        | Typ            | Längd (km)     |                | Datum         | Slutmål       | Typ           | Längd (km)    |               | Datum           | Slutmål                | Typ             | Längd (km)      |
| ---- | -------------- | -------------- | -------------- | -------------- | -------------- | ------------- | ------------- | ------------- | ------------- | ------------- | --------------- | ---------------------- | --------------- | --------------- |
| 2008 | 27 juli        | Paris          |                | 143            |                | 1 juni        | Milano        |               | 28            |               | 21 september    | Madrid                 |                 | 102             |
| 2009 | 26 juli        | Paris          |                | 164            |                | 31 maj        | Rom           |               | 14            |               | 20 september    | Madrid                 |                 | 110             |
| 2010 | 25 juli        | Paris          |                | 102            |                | 30 maj        | Verona        |               | 15            |               | 19 september    | Madrid                 |                 | 85              |
| 2011 | 24 juli        | Paris          |                | 95             |                | 29 maj        | Milano        |               | 26            |               | 11 september    | Madrid                 |                 | 94              |
| 2012 | 22 juli        | Paris          |                | 120            |                | 27 maj        | Milano        |               | 28            |               | 9 september     | Madrid                 |                 | 115             |
| 2013 | 21 juli        | Paris          |                | 134            |                | 26 maj        | Brescia       |               | 197           |               | 15 september    | Madrid                 |                 | 110             |
| 2014 | 27 juli        | Paris          |                | 138            |                | 1 juni        | Trieste       |               | 172           |               | 14 september    | Santiago de Compostela |                 | 10              |
| 2015 | 26 juli        | Paris          |                | 110            |                | 31 maj        | Milano        |               | 185           |               | 13 september    | Madrid                 |                 | 99              |
| 2016 | 24 juli        | Paris          |                | 113            |                | 29 maj        | Turin         |               | 163           |               | 11 september    | Madrid                 |                 | 105             |
| 2017 | 23 juli        | Paris          |                | 103            |                | 28 maj        | Milano        |               | 29            |               | 10 september    | Madrid                 |                 | 118             |
| 2018 | 29 juli        | Paris          |                | 116            |                | 27 maj        | Rom           |               | 115           |               | 16 september    | Madrid                 |                 | 112             |
| 2019 | 28 juli        | Paris          |                | 128            |                | 2 juni        | Verona        |               | 17            |               | 15 september    | Madrid                 |                 | 106             |
| 2020 | 20 september   | Paris          |                | 122            |                | 25 oktober    | Milano        |               | 16            |               | 8 november      | Madrid                 |                 | 124             |
| 2021 | 18 juli        | Paris          |                | 108            |                | 30 maj        | Milano        |               | 30            |               | 5 september     | Santiago de Compostela |                 | 34              |
| 2022 | 24 juli        | Paris          |                | 116            |                | 29 maj        | Verona        |               | 17            |               | 11 september    | Madrid                 |                 | 100             |
| 2023 | 23 juli        | Paris          |                | 115            |                | 28 maj        | Rom           |               | 126           |               | 17 september    | Madrid                 |                 | 101             |
| 2024 | 21 juli        | Nice           |                | 34             |                | 26 maj        | Rom           |               | 126           |               | 8 september     | Madrid                 |                 | 22              |
| 2025 | 27 juli        | Paris          |                | 120            |                | 1 juni        | Rom           |               | 141           |               | 14 september    | Madrid                 |                 | 101             |

 Individuellt tempolopp,  Flat linjeetapp
Not: 2020 senarelades alla loppen på grund av Coronapandemin.

### Lag och deltagarantal sedan andra världskriget
Först efter andra världskriget blev det någotsånär ordning på lagens storlek och deltagarantalet i Giro d'Italia och från 1947 körde man i sjumannalag, vars antal varierade från 11 till 17. 1957 ökades lagens storlek till åtta man och 1959 till tio. Denna storlek stod sig fram till 1982 då antalet cyklister i varje lag minskades till nio. Under 1960- och 1970-talen låg antalet lag normalt mellan tio och fjorton, men i början av 1980-talet skedde en ökning till mellan 18 och 22 lag.
När Vuelta a España återupptogs 1955 kördes den detta år med nationslag (för Frankrikes och Spaniens del även med regionslag) om sex deltagare, men 1956 ersattes dessa av sponsrade stall med tio deltagare i varje. Fram till 1980-talets början deltog åtta till elva lag (1977 endast sju). Från 1980-talets mitt ökade lagantalet till mellan 17 och 22 och 1989 sänktes lagens storlek till nio cyklister (dock återigen tio 1993 och 1994),
Tour de France körde sedan 1930 med nations- och franska "regionslag" (norra, västra, sydöstra och centrala Frankrike) fram till och med 1961 (och 1960 var de dessutom olika stora - Frankrike, Belgien, Italien och Spanien körde med fjortonmannalag, medan de övriga nationslagen, inklusive ett blandat lag, och de franska regionerna körde med åttamannalag). Från 1962 ersattes dessa nations-/regionslag av professionella stall med tio (1964 och 1972-1973 elva) deltagare (minst sex av lagmedlemmarna måste dock vara från samma nation till och med 1966), men under 1967 och 1968 var det återigen nationslag, så först 1969 blev även Touren en tävling för sponsrade lag utan nationalitetsregler. Antalet lag låg fram till början av 1980-talet på tio till femton. Liksom i Girot och Vueltan ökade lagantalet under 1980-talet och från 1986 varierade det mellan 20 och 22. 1987 minskades lagens storlek även för Tourens del till nio cyklister.
Denna ordning har i stort sett stått sig sedan dess, med den skillnaden att UCI minskade lagens storlek till åtta cyklister från 2018 ("för att förbättra säkerheten för cyklisterna, publiken och fordonskaravanen") och alla tre Grand Tours består sedan dess av 22 (någon gång, efter dispens från UCI, 23) lag om åtta cyklister.
Antalet deltagare låg under 1960- och 1970-talen på från (70)90 till 130(150), men ökningen av antalet lag under 1980-talet medförde en ökning av deltagarantalet så att detta vanligen låg mellan 180 och 200. Från cirka 2005 till 2017 var normalantalet 198, varefter det sjönk till 176 i och med att lagstorleken minskades till åtta man.

## Vinnare

### Totalsegrar

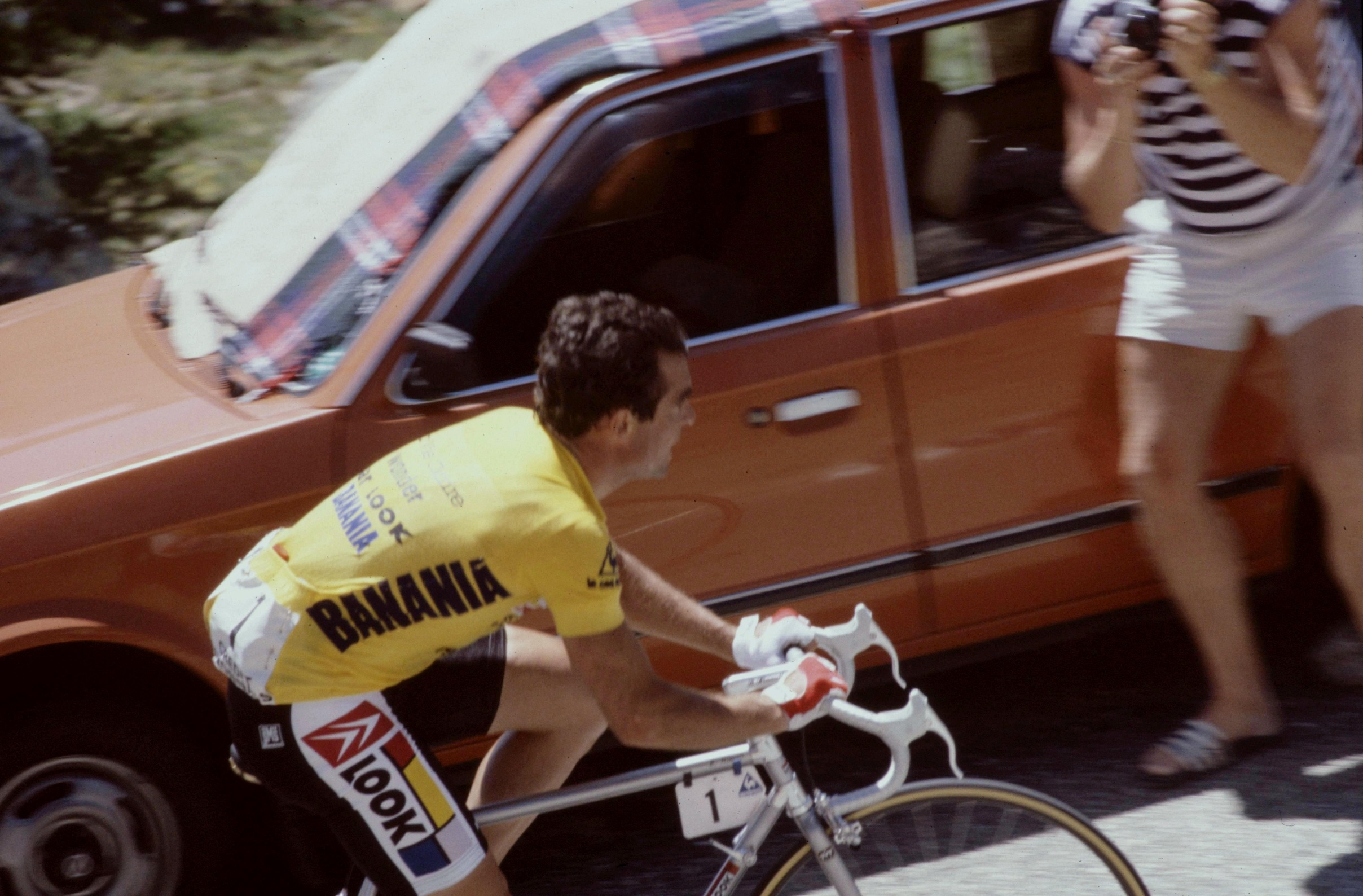
Bernard Hinault i gult vid Tour de France 1986.

Följande sju cyklister har (till och med 2024) vunnit alla tre Grand Tours (ingen av dem har dock vunnit alla tre under ett och samma år). De är (årtalet anger när "sista luckan" fylldes):
- Jacques Anquetil 1963 (Vuelta a España)
- Felice Gimondi  1968 (Vuelta a España)
- Eddy Merckx  1973 (Vuelta a España)
- Bernard Hinault 1980 (Giro d'Italia)
- Alberto Contador 2008 (Vuelta a España)
- Vincenzo Nibali 2014 (Tour de France)
- Chris Froome 2018 (Giro d'Italia)

Flest Grand Tours har (till och med 2024) vunnits av
| Cyklist          | Totalt | Tour de France | Tour de France               | Giro d'Italia | Giro d'Italia                | Vuelta a España | Vuelta a España        |
| ---------------- | ------ | -------------- | ---------------------------- | ------------- | ---------------------------- | --------------- | ---------------------- |
| Eddy Merckx      | 11     | 5              | 1969, 1970, 1971, 1972, 1974 | 5             | 1968, 1970, 1972, 1973, 1974 | 1               | 1973                   |
| Bernard Hinault  | 10     | 5              | 1978, 1979, 1981, 1982, 1985 | 3             | 1980, 1982, 1985             | 2               | 1978, 1983             |
| Jacques Anquetil | 8      | 5              | 1957, 1961, 1962, 1963, 1964 | 2             | 1960, 1964                   | 1               | 1963                   |
| Fausto Coppi     | 7      | 2              | 1949, 1952                   | 5             | 1940, 1947, 1949, 1952, 1953 | –               |                        |
| Miguel Indurain  | 7      | 5              | 1991, 1992, 1993, 1994, 1995 | 2             | 1992, 1993                   | –               |                        |
| Alberto Contador | 7      | 2              | 2007, 2009                   | 2             | 2008, 2015                   | 3               | 2008, 2012, 2014       |
| Chris Froome     | 7      | 4              | 2013, 2015, 2016, 2017       | 1             | 2018                         | 2               | 2011, 2017             |
| Alfredo Binda    | 5      | –              |                              | 5             | 1925, 1927, 1928, 1929, 1933 | –               |                        |
| Gino Bartali     | 5      | 2              | 1938, 1948                   | 3             | 1936, 1937, 1946             | –               |                        |
| Felice Gimondi   | 5      | 1              | 1965                         | 3             | 1967, 1969, 1976             | 1               | 1968                   |
| Primož Roglič    | 5      | –              |                              | 1             | 2023                         | 4               | 2019, 2020, 2021. 2024 |
| Tony Rominger    | 4      | –              |                              | 1             | 1995                         | 3               | 1992, 1993, 1994       |
| Roberto Heras    | 4      | –              |                              | –             |                              | 4               | 2000, 2003, 2004, 2005 |
| Vincenzo Nibali  | 4      | 1              | 2014                         | 2             | 2013, 2016                   | 1               | 2010                   |
| Tadej Pogačar    | 4      | 3              | 2020, 2021, 2024             | 1             | 2024                         | –               |                        |

Ingen har (till och med 2024) vunnit alla tre Grand Tours samma år, två stycken samma år har vunnits av:
- Eddy Merckx: 1970 (T+G), 1972 (T+G), 1973 (G+V), 1974 (T+G)
- Bernard Hinault: 1978 (T+V), 1982 (T+G), 1985 (G+V)
- Jacques Anquetil: 1963 (T+V), 1964 (T+G)
- Fausto Coppi: 1949 (T+G), 1952 (T+G)
- Miguel Indurain: 1992 (T+G), 1993 (T+G)
- Stephen Roche: 1987 (T+G)
- Marco Pantani: 1998 (T+G)
- Chris Froome: 2017 (T+V)
- Giovanni Battaglin: 1981 (G+V)
- Alberto Contador: 2008 (G+V)
- Tadej Pogačar: 2024 (G+T)

### Poängtävlingar

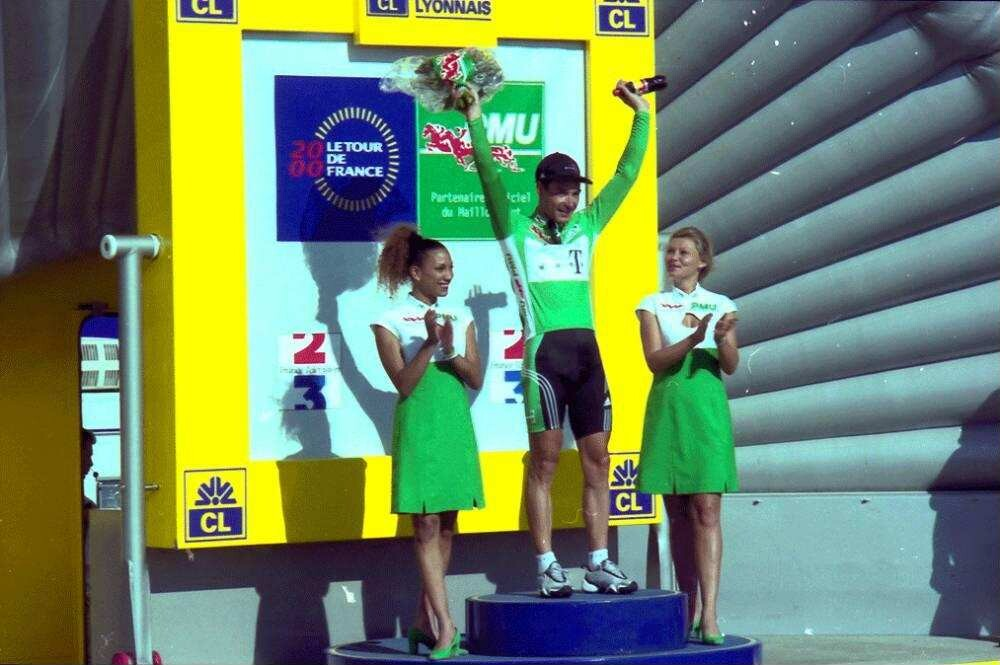
Erik Zabel i poängtröjan vid Tour de France 2000.

Poängtävlingarna har (till och med 2024) vunnits flest gånger av:
| Cyklist          | Totalt | Tour de France | Tour de France                           | Giro d'Italia | Giro d'Italia | Vuelta a España | Vuelta a España        |
| ---------------- | ------ | -------------- | ---------------------------------------- | ------------- | ------------- | --------------- | ---------------------- |
| Erik Zabel       | 9      | 6              | 1996, 1997, 1998, 1999, 2000, 2001       | –             |               | 3               | 2002, 2003, 2004       |
| Sean Kelly       | 8      | 4              | 1982, 1983, 1985, 1989                   | –             |               | 4               | 1980, 1985, 1986, 1988 |
| Peter Sagan      | 8      | 7              | 2012, 2013, 2014, 2015, 2016, 2018, 2019 | 1             | 2021          | –               |                        |
| Laurent Jalabert | 7      | 2              | 1992, 1995                               | 1             | 1999          | 4               | 1994, 1995, 1996, 1997 |
| Eddy Merckx      | 6      | 3              | 1969, 1971, 1972                         | 2             | 1968, 1973    | 1               | 1973                   |

Även Alejandro Valverde har vunnit poängtävlingen i Vuelta a España fyra gånger (2012, 2013, 2015, 2018). Flest poängtävlingar i Giro d'Italia, fyra var, har Francesco Moser (1976, 1977, 1978, 1982) och Giuseppe Saronni (1979, 1980, 1981, 1983) vunnit.
Under karriären har, förutom Jalabert och Merckx i tabellen ovan, även Djamolidine Abdoujaparov (Touren 1991, 1993 och 1994, Girot 1994 samt Vueltan 1992), Mark Cavendish (Touren 2011 och 2021, Girot 2013 samt Vueltan 2010) och Alessandro Petacchi (Touren 2010, Girot 2004 samt Vueltan 2005) vunnit poängtävlingen i alla tre Grand Tours.

### Bergspristävlingar

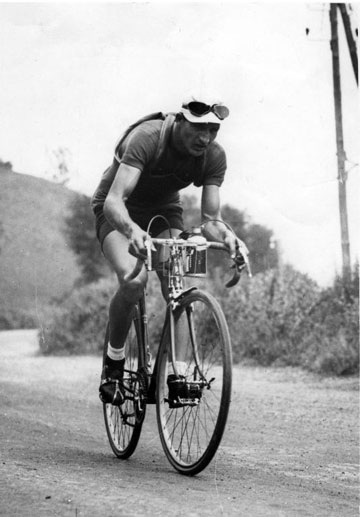
Gino Bartali vid Tour de France 1938 i vilket han såväl vann bergspristävlingen som totalt, liksom han gjorde tio år senare!

Bergspristävlingarna har (till och med 2024) vunnits flest gånger av:
| Cyklist             | Totalt | Tour de France | Tour de France                           | Giro d'Italia | Giro d'Italia                            | Vuelta a España | Vuelta a España  |
| ------------------- | ------ | -------------- | ---------------------------------------- | ------------- | ---------------------------------------- | --------------- | ---------------- |
| Gino Bartali        | 9      | 2              | 1938, 1948                               | 7             | 1935, 1936, 1937, 1939, 1940, 1946, 1947 | –               |                  |
| Federico Bahamontes | 9      | 6              | 1954, 1958, 1959, 1962, 1963, 1964       | 1             | 1956                                     | 2               | 1957, 1958       |
| Lucien Van Impe     | 8      | 6              | 1971, 1972, 1975, 1977, 1981, 1983       | 2             | 1982, 1983                               | –               |                  |
| Richard Virenque    | 7      | 7              | 1994, 1995, 1996, 1997, 1999, 2003, 2004 | –             |                                          | –               |                  |
| Julio Jiménez       | 6      | 3              | 1965, 1966, 1967                         | –             |                                          | 3               | 1963, 1964, 1965 |

Flest bergspristävlingar i Vuelta a España, fem stycken, har José Luis Laguía vunnit (1981, 1982, 1983, 1985, 1986).
Utöver Bahamontes är den ende hittills (till och med 2024) som också vunnit bergspristävlingen i alla tre Grand Tours Luis Herrera (Touren 1985 och 1987, Girot 1989, samt Vueltan 1987 och 1991).

### Etappseegrar

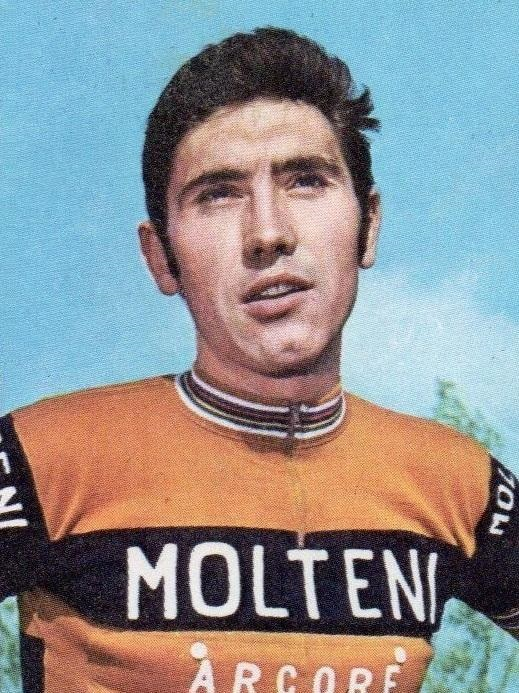
Eddy Merckx 1971.

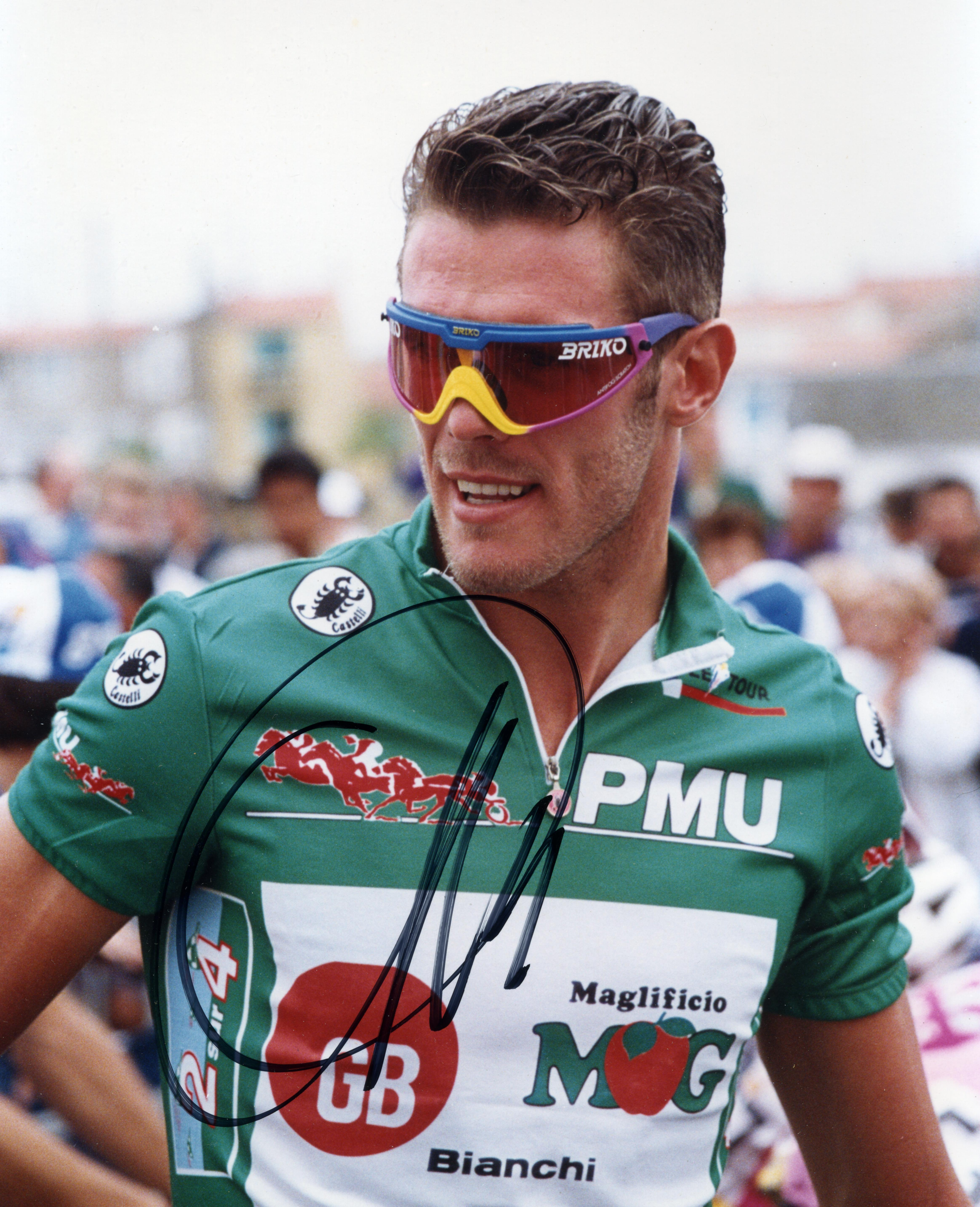
Mario Cippolini i Tour de Frances poängtröja 1993. Cippolini startade i 27 Grand Tours men fullföljde endast sex (samtliga dessa var Giron - bästa slutplacering 89:a 1997). Han deltog bara för att vinna inledande spurtetapper och så snart det blev för backigt utgick han vanligtvis ur tävlingen.

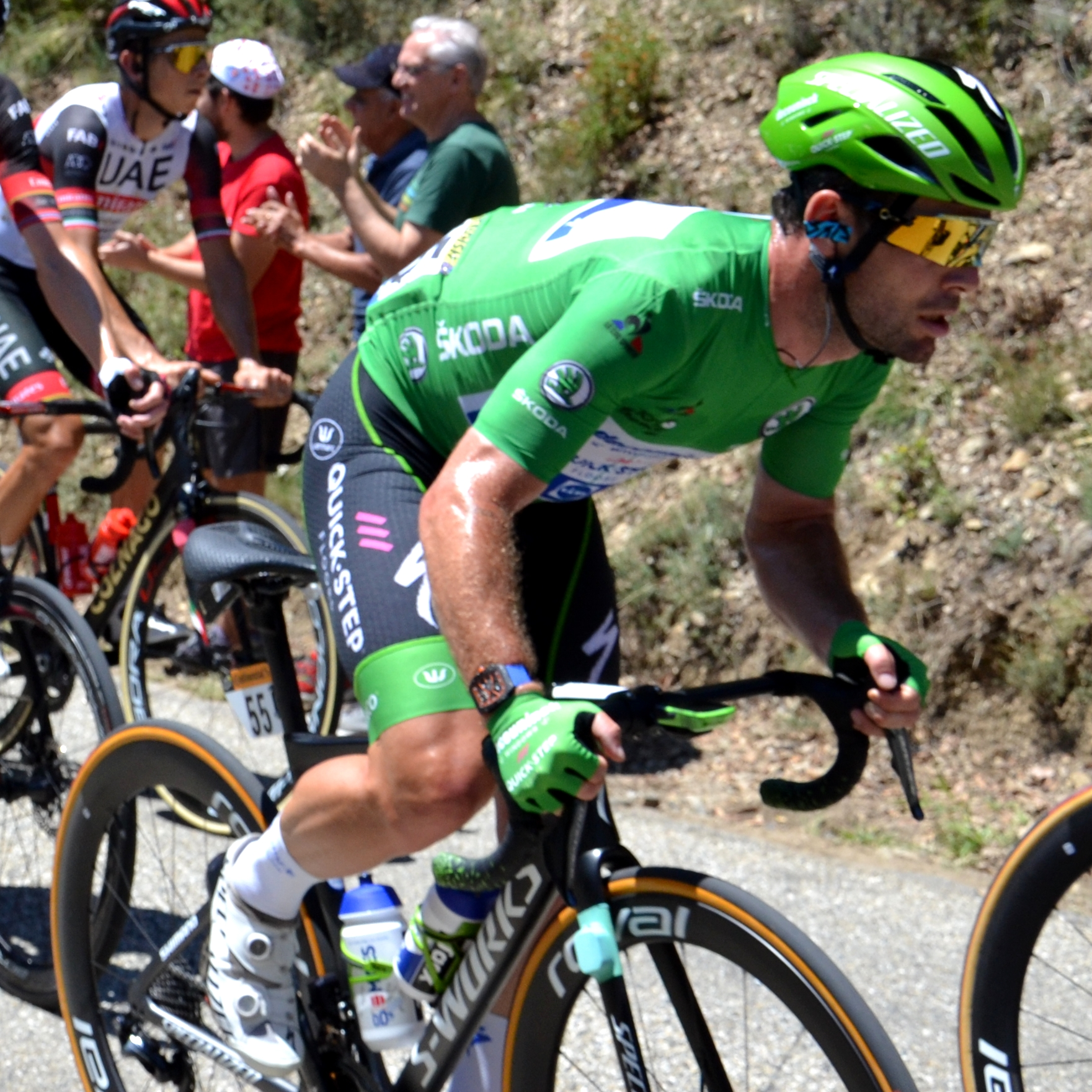
Mark Cavendish i poängtröjan vid Tour de France 2021.

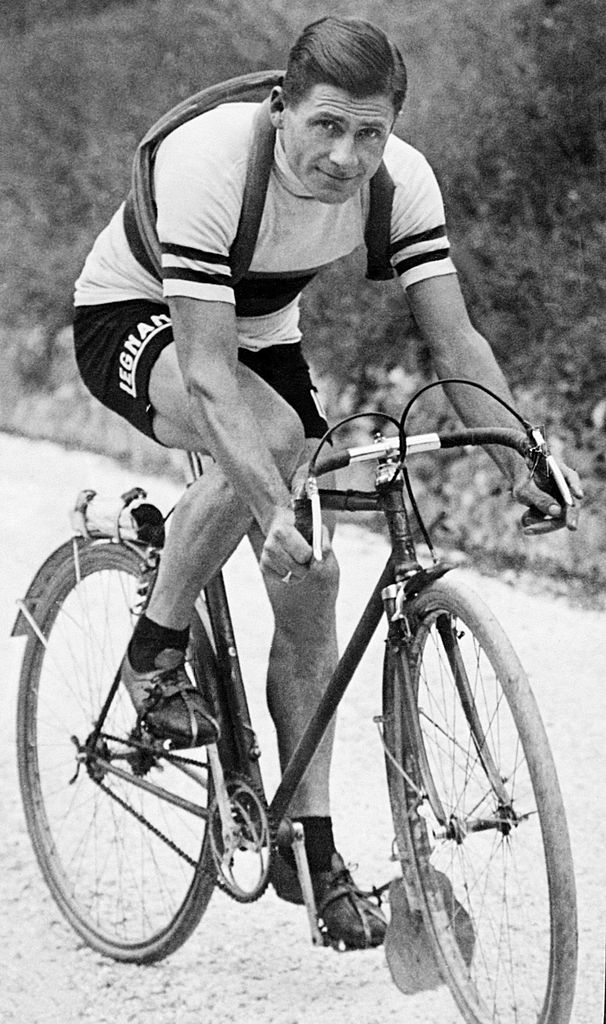
Alfredo Binda vann 1933 sin 43:e etapp i en Grand Tour - ett rekord som stod sig i 41 år - och då fanns det ingen Vuelta a España. Och hans rekord på 41 etappsegrar i Girot stod sig i 70 år. Notera också den pumpade slangen han bär över axlarna (fick man punktering fick man fixa det själv) och det extra bakdrevet på andra sidan baknavet (man kunde växla om cykeln genom att stanna, lossa bakhjulet och vända på det, men att ha kedjeväxlar var inte tillåtet förrän 1937).

Flest etappsegrar i Grand Tours har vunnits av (listan är aktuell till och med 2024):
|    | Cyklist              | Totalt | TdF | GdI | VaE | År        |
| -- | -------------------- | ------ | --- | --- | --- | --------- |
| 1  | Eddy Merckx          | 64     | 34  | 24  | 6   | 1969–1975 |
| 2  | Mario Cipollini      | 57     | 12  | 42  | 3   | 1989–2003 |
| 3  | Mark Cavendish       | 55     | 35  | 17  | 3   | 2008–2024 |
| 4  | Alessandro Petacchi  | 48     | 6   | 22  | 20  | 2000–2011 |
| 5  | Alfredo Binda        | 43     | 2   | 41  | 0   | 1925–1933 |
| 6  | Bernard Hinault      | 41     | 28  | 6   | 7   | 1978–1986 |
| 7  | Learco Guerra        | 39     | 8   | 31  | 0   | 1930–1937 |
| 7  | Delio Rodríguez      | 39     | 0   | 0   | 39  | 1941–1947 |
| 9  | Rik Van Looy         | 37     | 7   | 12  | 18  | 1958–1969 |
| 10 | Freddy Maertens      | 35     | 15  | 7   | 13  | 1976–1981 |
| 11 | Fausto Coppi         | 31     | 9   | 22  | 0   | 1940–1955 |
| 12 | Costante Girardengo  | 30     | 0   | 30  | 0   | 1919–1923 |
| 13 | Gino Bartali         | 29     | 12  | 17  | 0   | 1935–1954 |
| 14 | Marino Basso         | 27     | 6   | 15  | 6   | 1969–1975 |
| 14 | Francesco Moser      | 27     | 2   | 23  | 2   | 1973–1986 |
| 16 | Guido Bontempi       | 26     | 6   | 16  | 4   | 1981–1993 |
| 16 | Raffaele Di Paco     | 26     | 11  | 15  | 0   | 1930–1938 |
| 16 | Miguel Poblet        | 26     | 3   | 20  | 3   | 1955–1961 |
| 16 | Giuseppe Saronni     | 26     | 0   | 24  | 2   | 1978–1985 |
| 16 | Tadej Pogačar        | 26     | 17  | 6   | 3   | 2020–2024 |
| 21 | Franco Bitossi       | 25     | 4   | 21  | 0   | 1964–1975 |
| 21 | Laurent Jalabert     | 25     | 4   | 3   | 18  | 1992–2001 |
| 21 | André Leducq         | 25     | 25  | 0   | 0   | 1927–1938 |
| 21 | Rik Van Steenbergen  | 25     | 4   | 15  | 6   | 1949–1957 |
| 25 | Roger De Vlaeminck   | 24     | 1   | 22  | 1   | 1970–1984 |
| 25 | Robbie McEwen        | 24     | 12  | 12  | 0   | 1999–2007 |
| 27 | André Darrigade      | 23     | 22  | 1   | 0   | 1953–1964 |
| 28 | Jacques Anquetil     | 22     | 16  | 5   | 1   | 1957–1964 |
| 28 | Jean-Paul van Poppel | 22     | 9   | 4   | 9   | 1986–1994 |
| 28 | André Greipel        | 22     | 11  | 7   | 4   | 2008–2017 |
| 28 | Primož Roglič        | 22     | 3   | 4   | 15  | 2008–2017 |
| 32 | Charly Gaul          | 21     | 10  | 11  | 0   | 1955–1961 |
| 32 | Gerben Karstens      | 21     | 6   | 1   | 14  | 1966–1978 |
| 32 | Sean Kelly           | 21     | 5   | 0   | 16  | 1978–1988 |
| 32 | Tony Rominger        | 21     | 3   | 5   | 13  | 1988–1996 |

Bland de femton som (till och med 2024) vunnit flest Grand Tours (se avsnittet Totalsegrar ovan) är det noterbart att nästan hälften av dem saknas i den ovanstående listan över antal etappsegrar. Dessa är (inom parentes anges antalet etapper i respektive lopp enligt TdF+GdI+VaE):
- Miguel Indurain 7 totalsegrar, 16 (12+4+0) etapper
- Vincenzo Nibali 4 totalsegrar, 15 (6+7+2) etapper
- Chris Froome 7 totalsegrar, 14 (7+2+5) etapper
- Felice Gimondi 5 totalsegrar, 14 (7+6+1) etapper
- Roberto Heras 5 totalsegrar, 11 (0+1+10) etapper
- Alberto Contador 7 totalsegrar, 10 (3+0+7) etapper

Mest anmärkningsvärt är kanske att Indurain vann fem Tour de France och två Giro d'Italia, utan att vinna en enda linjeetapp - alla hans 14 etappvinster var individuella tempolopp (i Touren vann han en linjeetapp 1989 och en 1990, båda bergsetapper, men då vann han inte totalt utan kom på 17:e respektive 10:e plats i sammandraget).
107 cyklister har under sin karriär (till och med 2024) vunnit minst en etapp i samtliga tre Grand Tours (den förste att göra det blev Fiorenzo Magni som den 28 april 1955 vann sin första seger i Vueltan, efter att dittills ha vunnit fem etapper i Girot och sju i Touren), men endast tre har gjort det under samma år:
- Miguel Poblet 1956
- Pierino Baffi 1958
- Alessandro Petacchi 2003

Flest etappsegrar under samma säsong (till och med 2023) har Freddy Maertens med 20 stycken 1977 - 13 i Vueltan (som han vann totalt) och 7 i Girot (utgick - han bröt handleden i en krasch under upploppet på etapp 8b). Maertens är, tillsammans med Rik Van Looy, de enda som vunnit minst sju etapper i vardera av de tre loppen. Maertens tretton segrar är det mesta i en och samma Vuelta - i Girot det högsta antalet etappsegrar samma år tolv stycken, Alfredo Binda (1927), och i Touren åtta Charles Pélissier (1930 - dessutom sju andra- och tre tredjeplatser detta år), Eddy Merckx (1970 och 1974) samt Freddy Maertens (1976). Flest etappvinster i rad har Binda med åtta stycken i Girot 1929.

## Podieplaceringar (och top-10-placeringar)
Flest podieplatser (det vill säga första-, andra- eller tredjeplatser) totalt, har (till och med 2024):
| 1  | Jacques Anquetil   | 13 | 5 | 0 | 1 | 6 | 2 | 2 | 2 | 6 | 1 | 0 | 0 | 1 | 8  | 2 | 3 |
| 2  | Felice Gimondi     | 12 | 1 | 1 | 0 | 2 | 3 | 2 | 4 | 9 | 1 | 0 | 0 | 1 | 5  | 3 | 4 |
| 2  | Bernard Hinault    | 12 | 5 | 2 | 0 | 7 | 3 | 0 | 0 | 3 | 2 | 0 | 0 | 2 | 10 | 2 | 0 |
| 2  | Eddy Merckx        | 12 | 5 | 1 | 0 | 6 | 5 | 0 | 0 | 5 | 1 | 0 | 0 | 1 | 11 | 1 | 0 |
| 5  | Chris Froome       | 11 | 4 | 1 | 1 | 6 | 1 | 0 | 0 | 1 | 2 | 2 | 0 | 4 | 7  | 3 | 1 |
| 5  | Vincenzo Nibali    | 11 | 1 | 0 | 1 | 2 | 2 | 2 | 2 | 6 | 1 | 2 | 0 | 3 | 4  | 4 | 3 |
| 7  | Gino Bartali       | 10 | 2 | 1 | 0 | 3 | 3 | 4 | 0 | 7 | 0 | 0 | 0 | 0 | 5  | 5 | 0 |
| 7  | Raymond Poulidor   | 10 | 0 | 3 | 5 | 8 | 0 | 0 | 0 | 0 | 1 | 1 | 0 | 2 | 1  | 4 | 5 |
| 9  | Fausto Coppi       | 9  | 2 | 0 | 0 | 2 | 5 | 2 | 0 | 7 | 0 | 0 | 0 | 0 | 7  | 2 | 0 |
| 9  | Alejandro Valverde | 9  | 0 | 0 | 1 | 1 | 0 | 0 | 1 | 1 | 1 | 3 | 3 | 7 | 1  | 3 | 5 |
| 9  | Miguel Indurain    | 9  | 5 | 0 | 0 | 5 | 2 | 0 | 1 | 3 | 0 | 1 | 0 | 1 | 7  | 1 | 1 |
| 12 | Pedro Delgado      | 8  | 1 | 1 | 1 | 3 | 0 | 0 | 0 | 0 | 2 | 1 | 2 | 5 | 3  | 2 | 3 |
| 12 | Joop Zoetemelk     | 8  | 1 | 6 | 0 | 7 | 0 | 0 | 0 | 0 | 1 | 0 | 0 | 1 | 2  | 6 | 0 |
| 12 | Primož Roglič      | 8  | 0 | 1 | 0 | 1 | 1 | 0 | 1 | 2 | 4 | 0 | 1 | 5 | 5  | 1 | 2 |

Cyklister vars namn markeras med grön bakgrund har stått på podiet i totalklassificeringen i alla tre Grand Tours, Detta har även Alberto Contador, Laurent Fignon, Tony Rominger, Carlos Sastre, Nairo Quintana, Cadel Evans, Denis Menchov, Joaquím Rodríguez, Herman Vanspringel, José Manuel Fuente och Richard Carapaz gjort. Rent fysiskt har även Lance Armstrong och Jan Ullrich stått på podiet vid prisutdelningen för totalklassificeringen i samtliga tre Grand Tours, men dessa båda har i efterhand diskvalifificerats och tillhör inte längre de förut nämnda.
Trots att tio cyklister vunnit två Grand Tours samma år (se Vinnare - Totalsegrar ovan), och några av dem mer än en gång, har ingen kommit på podiet i alla tre samma år (ingen av dem som vann två lopp samma år deltog i det tredje). Närmast placeringsmässigt har Raphaël Géminiani som blev sexa i Touren, fyra i Girot och trea i Vueltan 1955 varit. Den ende, utöver Géminiani, som kommit top-10 i alla tre samma år är Gastone Nencini som blev sexa i Touren, vann Girot och blev nia i Vueltan 1957. Flest top-10-placeringar oavsett år har Alejandro Valverde med 20 stycken, följd av Felice Gimondi, Gino Bartali och Pedro Delgado med 18 var och därefter Vincenzo Nibali med 16.  Flest top-10-placeringar i de enskilda loppen har Joop Zoetemelk med 12 i Touren (varav hälften andraplatser för "den evige tvåan"), Gino Bartali med 13 i Girot och Alejandro Valverde med 12 i Vueltan.

## Nordiska framgångar i Grand Tours
Aktuell till och med 2024

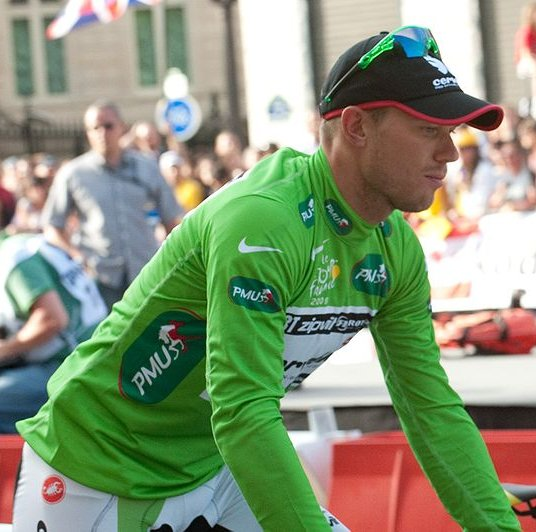
Thor Hushovd i poängtröjan vid Tour de France 2009. Sammanlagt innehade han poängtröjan 35 dagar under Touren och 25 under Vueltan.

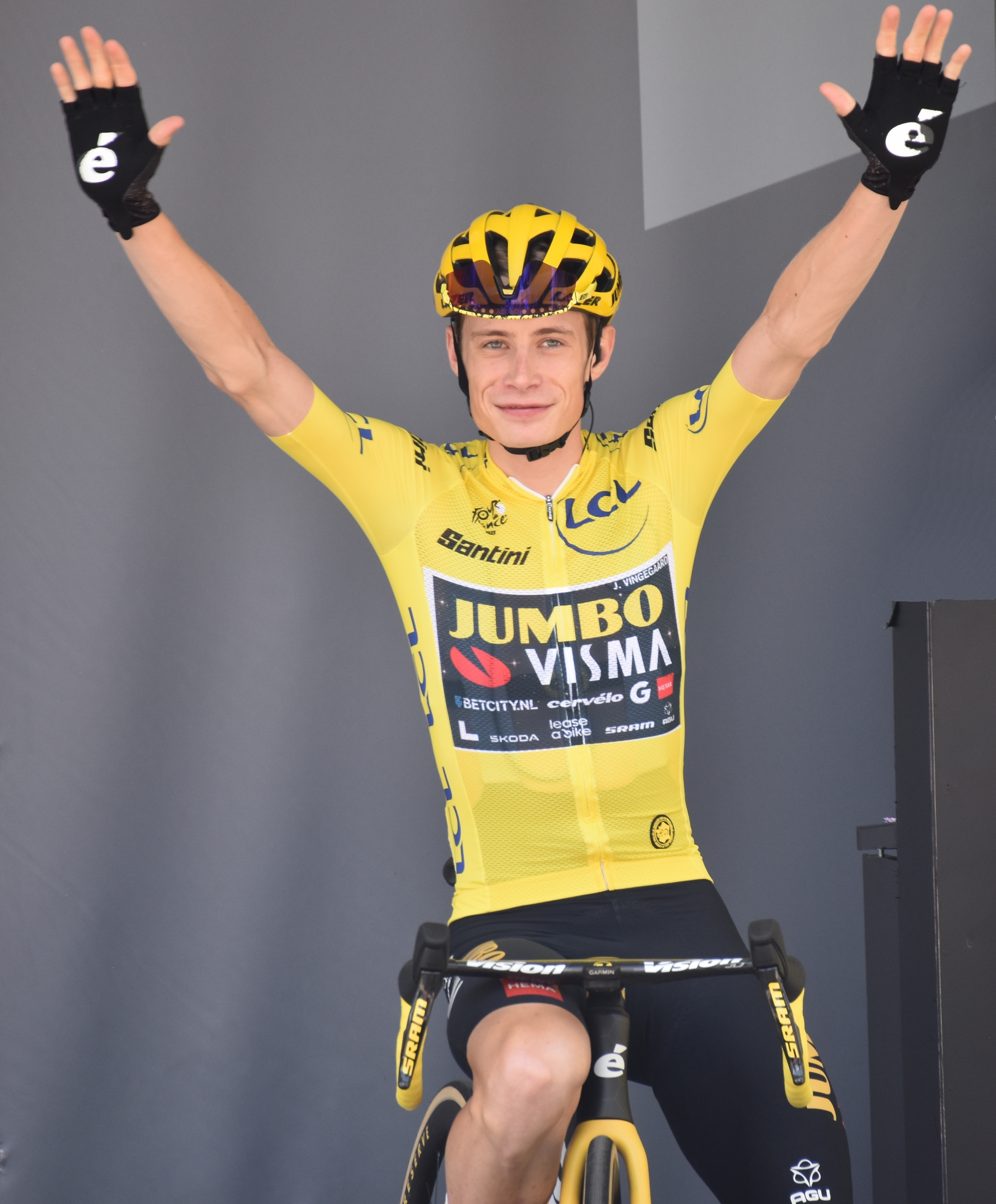
Jonas Vingegaard blev den förste nordbon att ha vunnit två Grand Tours under karriären när han vann Touren för andra året i rad 2023.

Tre nordiska cyklister har vunnit totalt:
 Jonas Vingegaard Tour de France 2022 och 2023
 Bjarne Riis Tour de France 1996
 Gösta "Fåglum" Pettersson Giro d'Italia 1971
En nordisk cyklist har vunnit poängtävlingar:
 Thor Hushovd Tour de France 2005 och 2009 samt Vuelta a España 2006
Två nordiska cyklister har vunnit bergspristävlingar:
 Michael Rasmussen Tour de France 2005 och 2006
 Jonas Vingegaard Tour de France 2022
Fyra nordiska cyklister har vunnit minst en etapp i alla tre Grand Tours:
 Jesper Skibby
 Mads Pedersen
 Magnus Cort
 Thor Hushovd
De nordiska cyklister som vunnit flest etapper är (inom parentes Tour+Giro+Vuelta):
 Thor Hushovd 14 (10+1+3)
 Magnus Cort 9 (2+1+6)
 Knut Knudsen 6 (0+6+0)
 Mads Pedersen 6 (2+1+3)
 Bjarne Riis 6 (4+2+0)
 Jonas Vingegaard 6 (4+0+2)
 Jesper Skibby 5 (1+1+3)
 Michael Rasmussen 5 (4+0+1)
Den svensk som vunnit flest etapper är Glenn Magnusson med 3 (0+3+0).
Totalt har 29 olika danska cyklister vunnit sammanlagt 59 etapper, 8 olika norska cyklister har vunnit 37 etapper och 9 olika svenska cyklister har tillsammans vunnit 12 etapper. Den finländare som placeringsmässigt varit närmast en etappseger är Kjell Carlström som blev tvåa på etapp 8 i Tour de France 2006.